# Pérouges
Ne pas confondre avec la ville italienne de Pérouse, en italien Perugia.
Pérouges est une commune française, située dans le département de l'Ain en région Auvergne-Rhône-Alpes et appartenant à l'aire urbaine de Lyon.
La commune est connue pour sa cité médiévale qui, juchée sur un mamelon (303 m d'altitude) de la Côtière, constitue le « Vieux Pérouges ».
La cité médiévale de Pérouges est classée parmi les Plus Beaux Villages de France et en fait un des lieux les plus touristiques du département. C'est une ancienne cité de tisserands, dont la double enceinte de remparts a disparu dès le XVIIIe siècle.
Les habitants de Pérouges s'appellent les Pérougiens et les Pérougiennes.

## Géographie

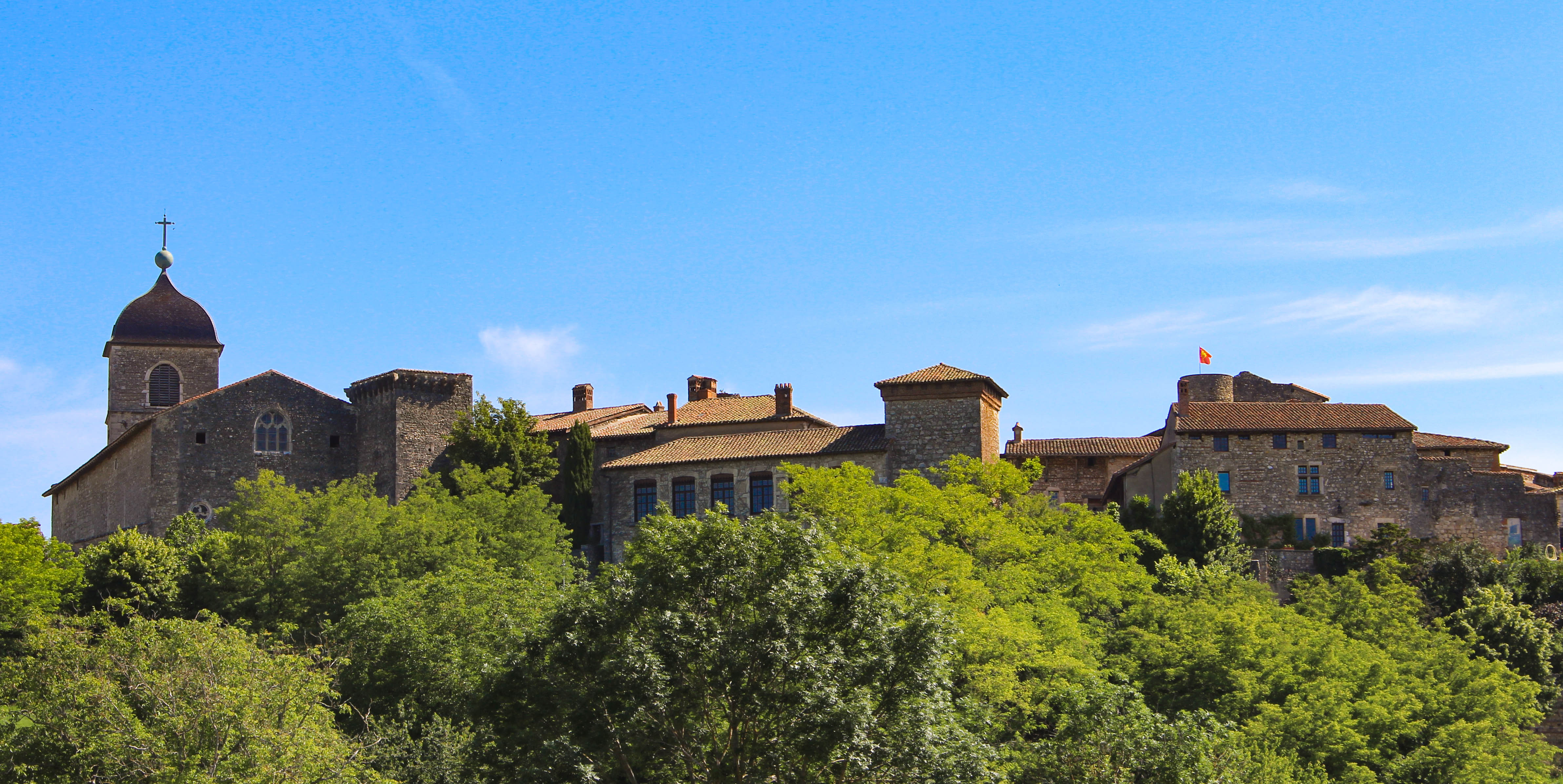
Vue extérieure de la cité médiévale.

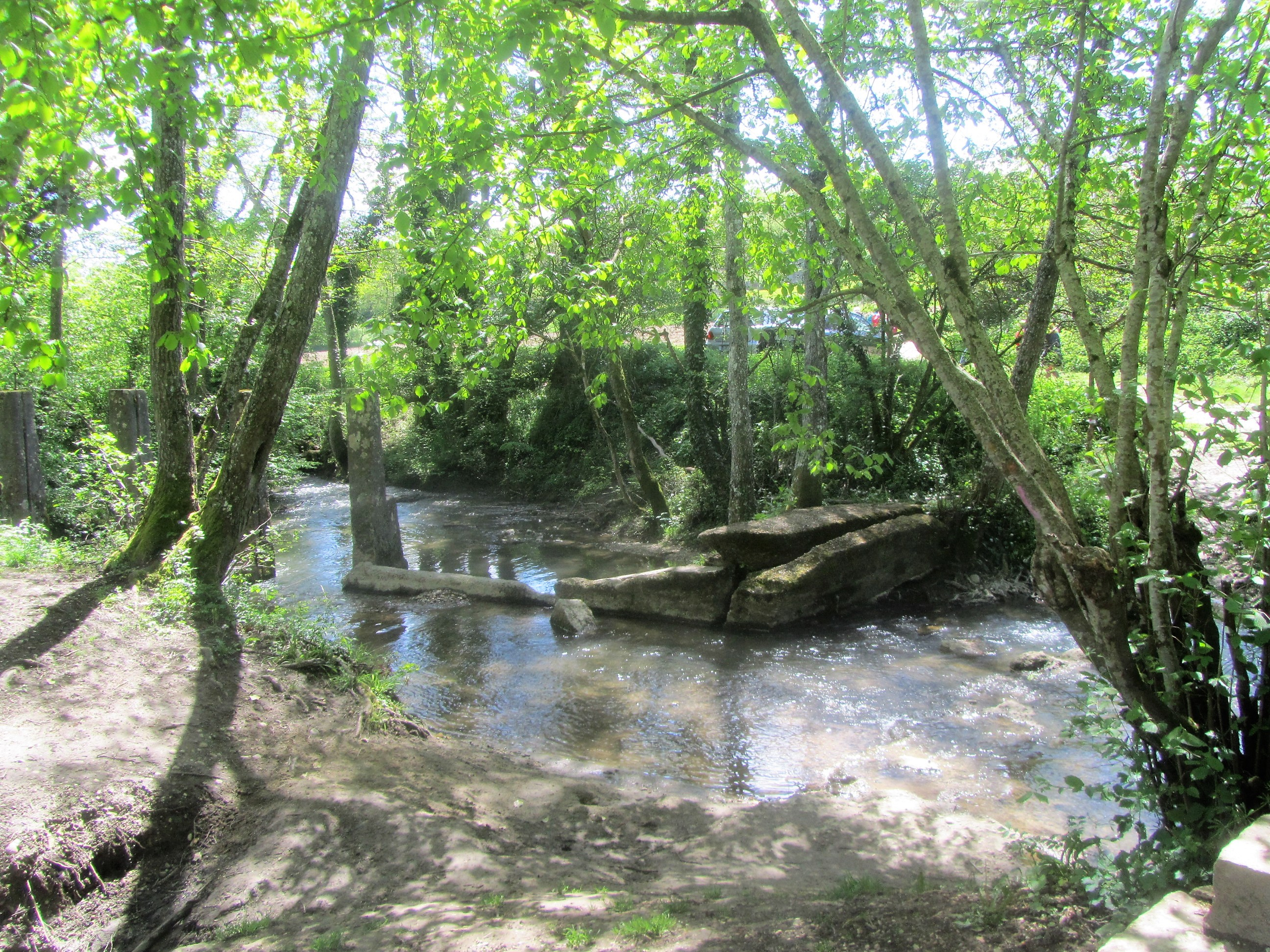
Le Longevent.

### Localisation
La commune de Pérouges peut être classée parmi les communes typiques de la Côtière de Dombes échelonnées du sud-ouest au nord-est, de la Croix Rousse, Rillieux jusqu'à Meximieux, sur une trentaine de kilomètres. À l’instar de ces communes, son territoire est à cheval sur trois ensembles naturels étirés du nord au sud : plateau dombiste avoisinant les 300 mètres d’altitude, talus de la Côtière d’une centaine de mètres de dénivellation, et plaine alluviale du Rhône en faible pente entre 200 et 180 mètres en direction du fleuve. Cette première approximation doit être nuancée. Cette portion du plateau dombiste est peu étendue et ne s’est jamais prêtée au développement des étangs qui ont fait la singularité de la Dombes. En revanche, la large plaine alluviale de la Valbonne, que Pérouges partage avec ses voisines, occupe l’essentiel de la surface de 1 897 ha. Quant à la Côtière proprement dite, le talus n’a rien de la forme classique justifiant cette appellation. Par érosion régressive, le ruisseau du Longevent a pratiqué une profonde entaille à l’est marquant la limite avec la commune de Meximieux avant de se perdre par infiltration dans les terrains caillouteux et sablonneux de la Valbonne. Deux vallons aujourd’hui asséchés, l’un au nord, affluent du Longevent, l’autre à l’ouest en écoulement direct vers la plaine, ont achevé de donner au site du village l’aspect d’une butte isolée prédestinée au rôle de place-forte.
| Faramans               | Saint-Éloi          | Rignieux-le-Franc |
| Bourg-Saint-Christophe | Pérouges            | Meximieux         |
| Béligneux              | Saint-Jean-de-Niost |                   |

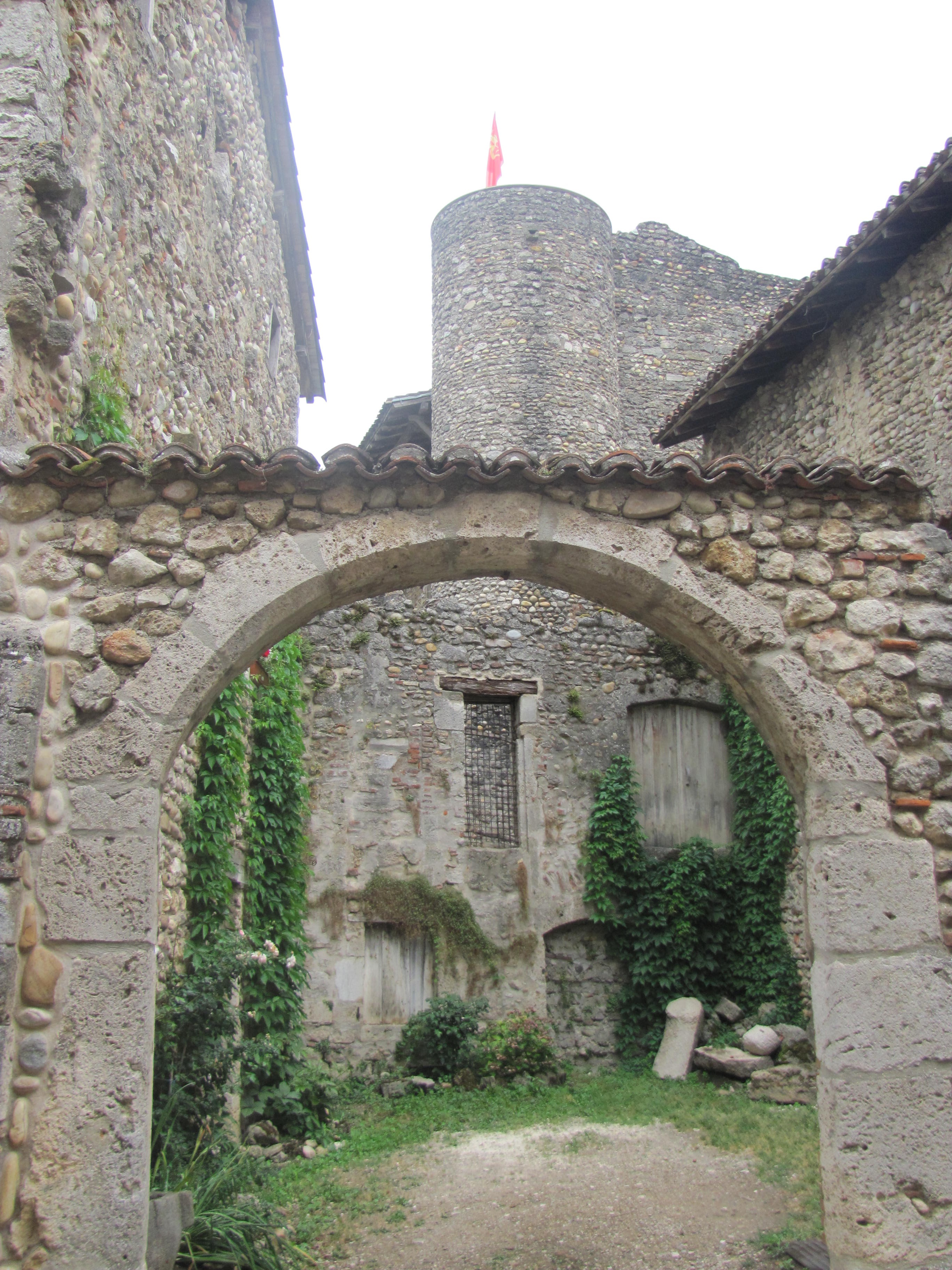
Tour de guet.
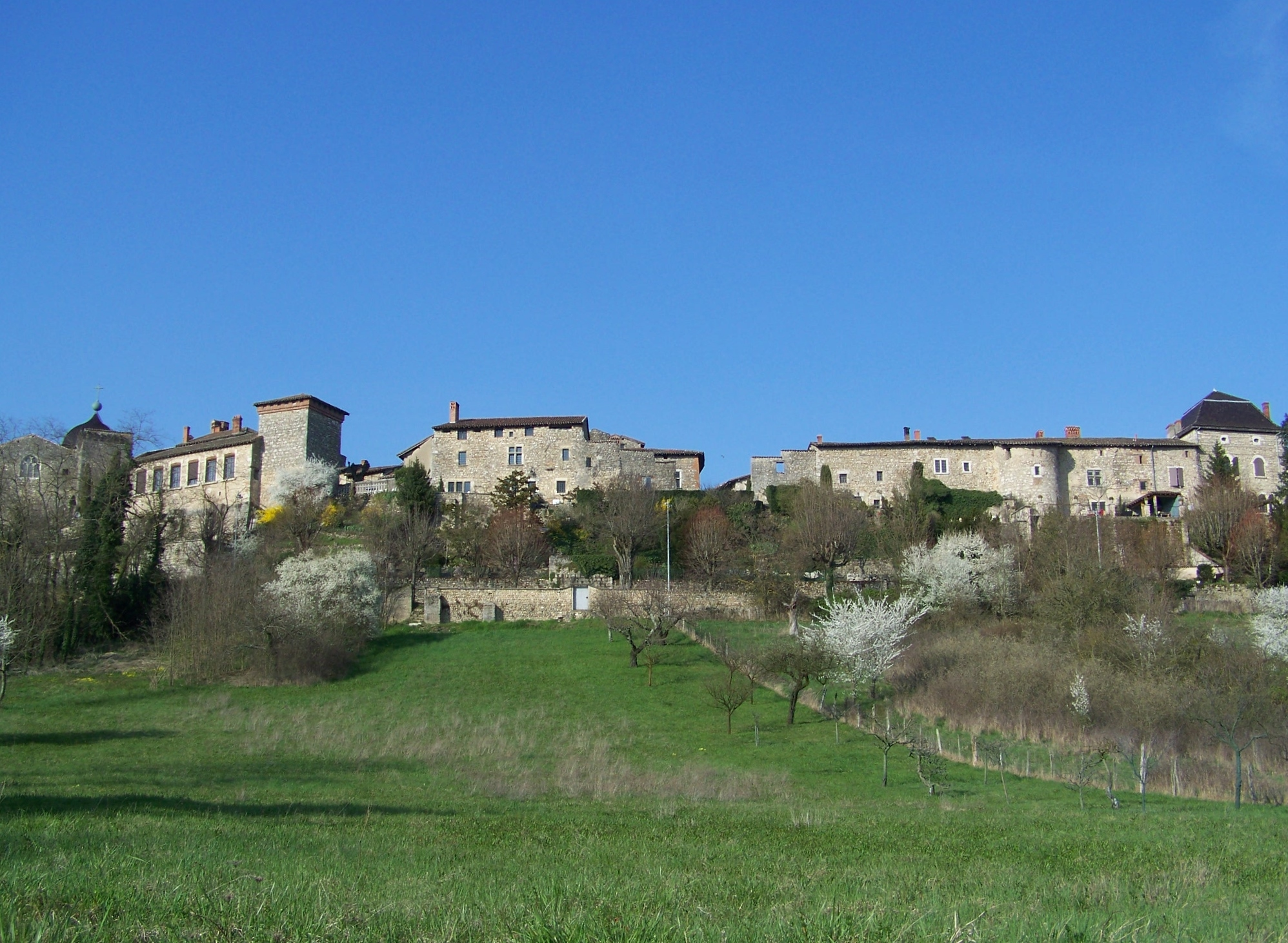
Le site perché (côté sud).
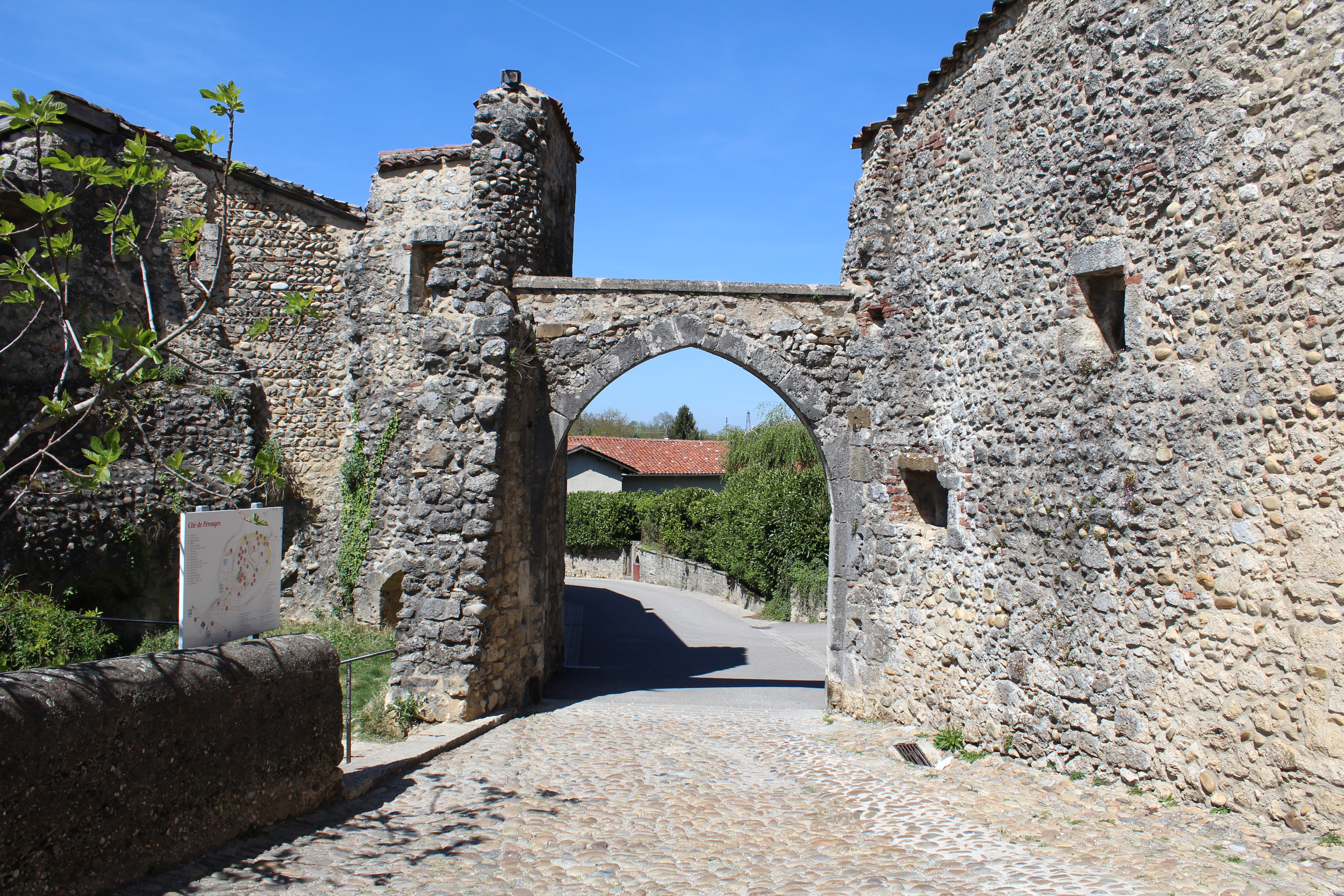
Barbacane porte haute.
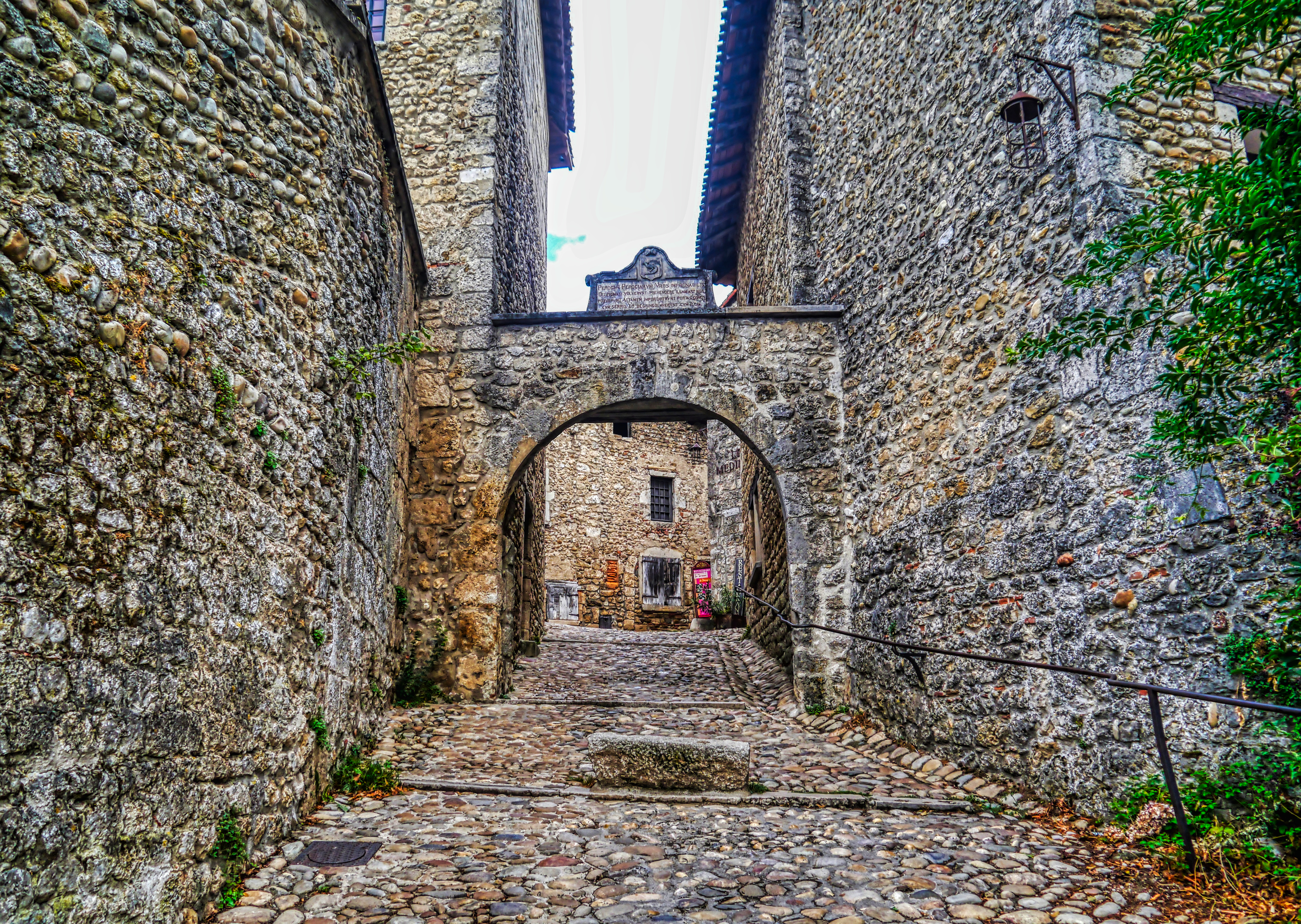
Porte d'En bas.
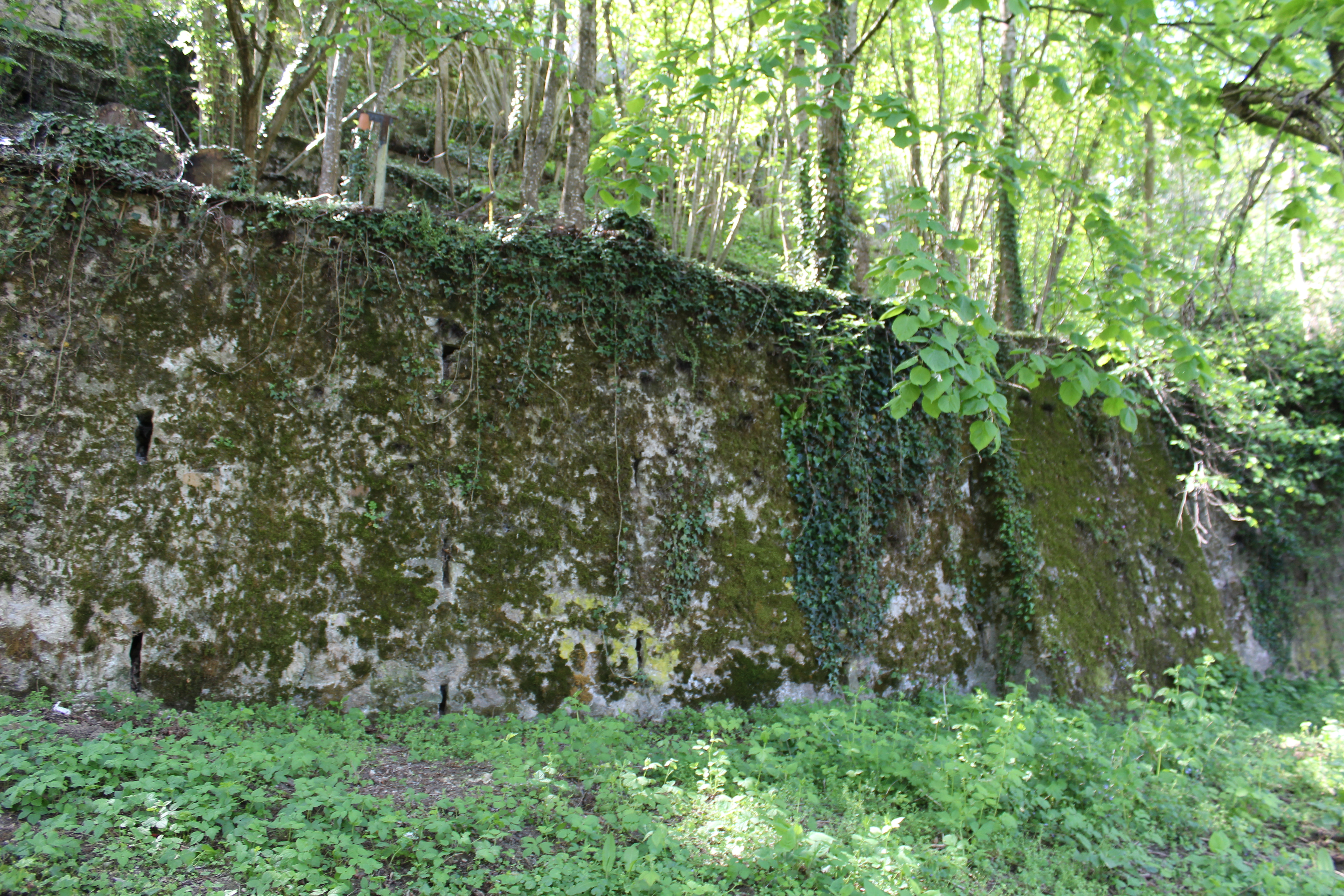
Rempart chemin derrière la tour.
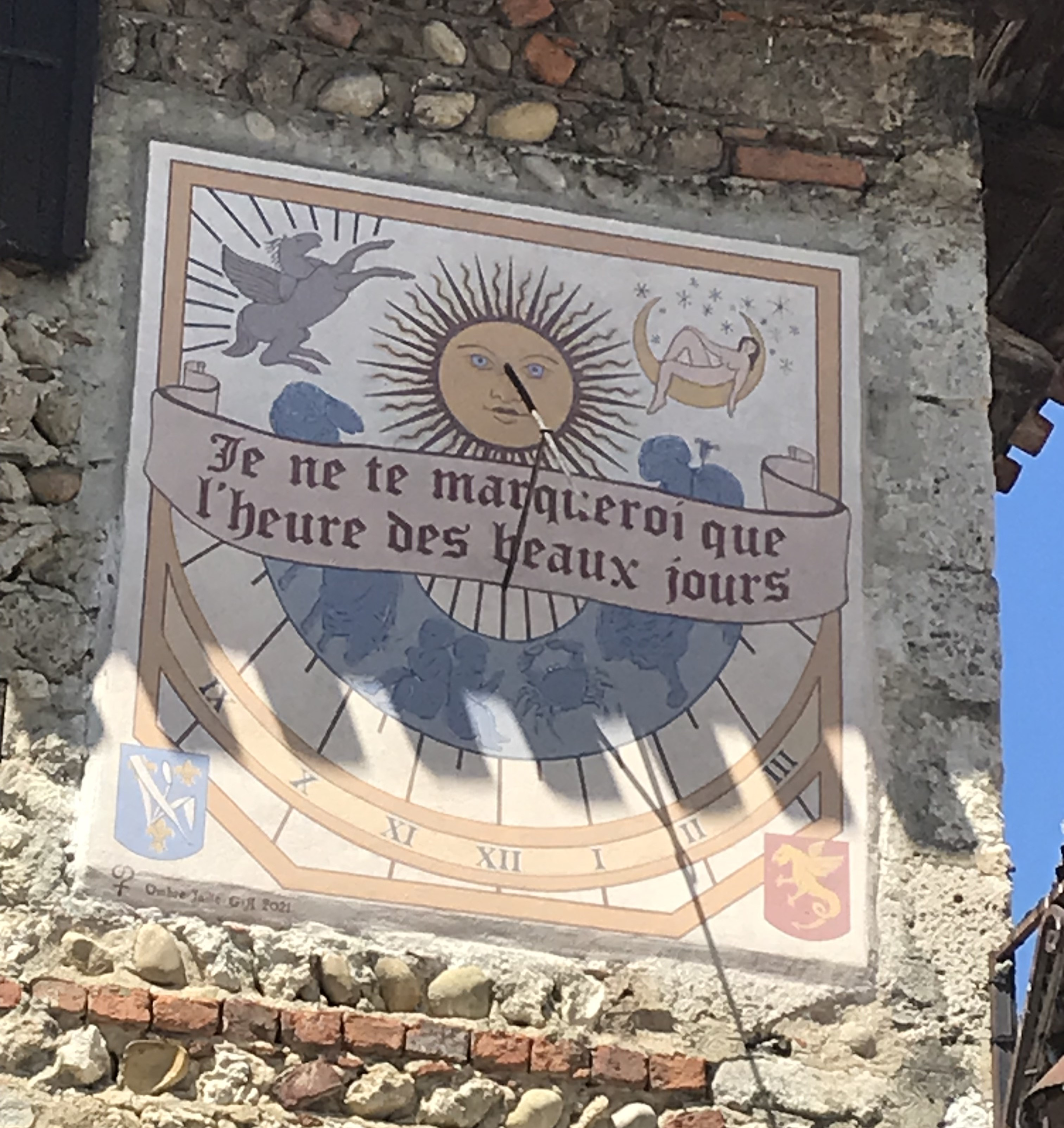
Cadran solaire (détail).

### Climat
Pour des articles plus généraux, voir Climat d'Auvergne-Rhône-Alpes et Climat de l'Ain.
En 2010, le climat de la commune est de type climat océanique altéré, selon une étude du CNRS s'appuyant sur une série de données couvrant la période 1971-2000. En 2020, Météo-France publie une typologie des climats de la France métropolitaine dans laquelle la commune est dans une zone de transition entre le climat semi-continental et le climat de montagne et est dans la région climatique Bourgogne, vallée de la Saône, caractérisée par un bon ensoleillement (1 900 h/an), un été chaud (18,5 °C), un air sec au printemps et en été et des vents faibles.
Pour la période 1971-2000, la température annuelle moyenne est de 11,6 °C, avec une amplitude thermique annuelle de 17,9 °C. Le cumul annuel moyen de précipitations est de 1 034 mm, avec 10,7 jours de précipitations en janvier et 7,3 jours en juillet. Pour la période 1991-2020, la température moyenne annuelle observée sur la station météorologique de Météo-France la plus proche, « Ambérieu », sur la commune de Château-Gaillard à 12 km à vol d'oiseau, est de 11,9 °C et le cumul annuel moyen de précipitations est de 1 117,5 mm,. Pour l'avenir, les paramètres climatiques de la commune estimés pour 2050 selon différents scénarios d'émission de gaz à effet de serre sont consultables sur un site dédié publié par Météo-France en novembre 2022.

## Urbanisme

### Typologie
Au 1er janvier 2024, Pérouges est catégorisée commune rurale à habitat dispersé, selon la nouvelle grille communale de densité à 7 niveaux définie par l'Insee en 2022.
Elle appartient à l'unité urbaine de Meximieux, une agglomération intra-départementale dont elle est une commune de la banlieue,. Par ailleurs la commune fait partie de l'aire d'attraction de Lyon, dont elle est une commune de la couronne,. Cette aire, qui regroupe 397 communes, est catégorisée dans les aires de 700 000 habitants ou plus (hors Paris),.

### Occupation des sols
L'occupation des sols de la commune, telle qu'elle ressort de la base de données européenne d’occupation biophysique des sols Corine Land Cover (CLC), est marquée par l'importance des territoires agricoles (87,5 % en 2018), en diminution par rapport à 1990 (90,7 %). La répartition détaillée en 2018 est la suivante : terres arables (68,5 %), zones agricoles hétérogènes (15,9 %), zones urbanisées (5,9 %), prairies (3,1 %), forêts (2,9 %), mines, décharges et chantiers (2,8 %), zones industrielles ou commerciales et réseaux de communication (0,8 %), milieux à végétation arbustive et/ou herbacée (0,1 %).
L'évolution de l’occupation des sols de la commune et de ses infrastructures peut être observée sur les différentes représentations cartographiques du territoire : la carte de Cassini (XVIIIe siècle), la carte d'état-major (1820-1866) et les cartes ou photos aériennes de l'IGN pour la période actuelle (1950 à aujourd'hui).

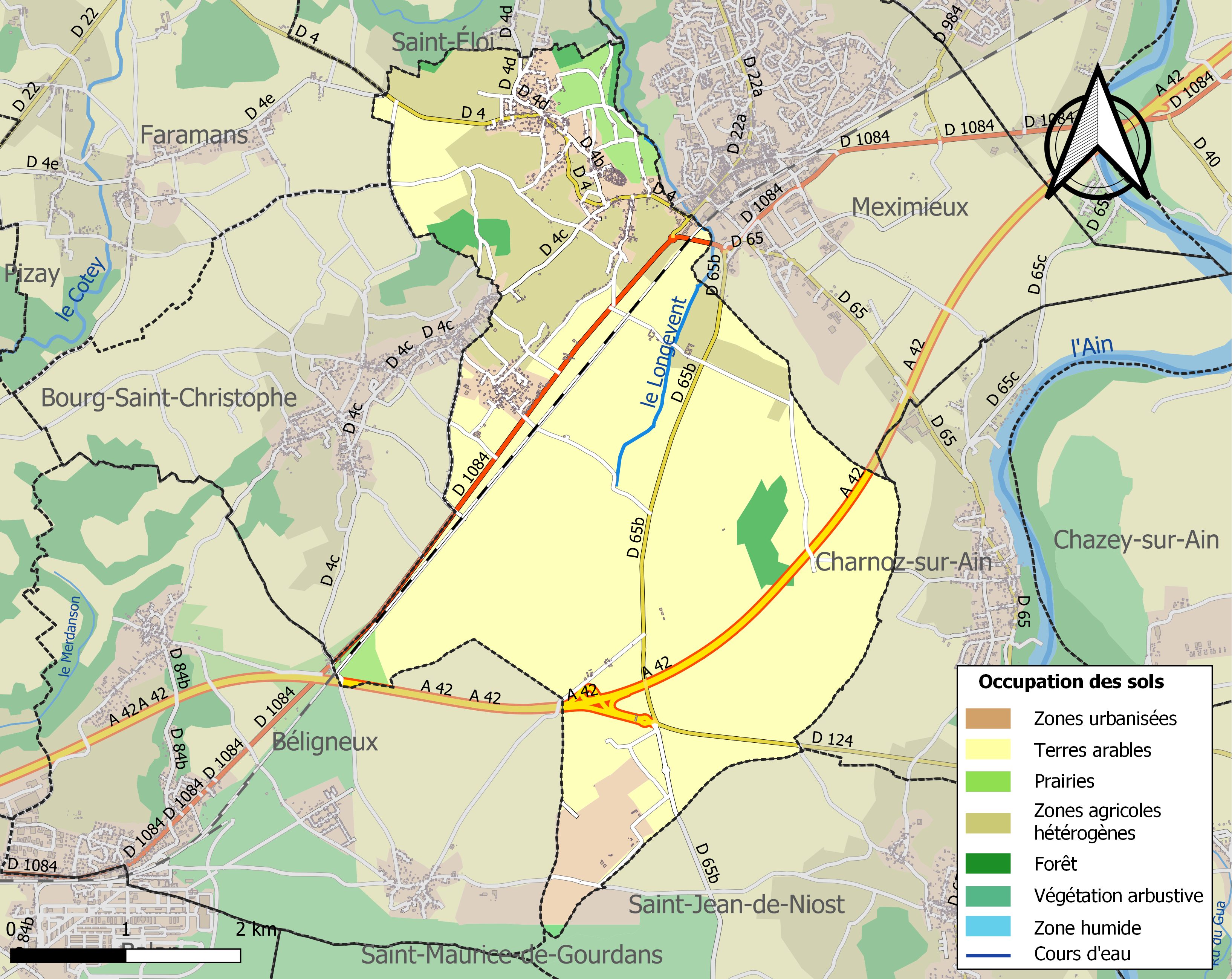
Carte des infrastructures et de l'occupation des sols de la commune en 2018 (CLC).

### Morphologie urbaine
Les hameaux de la commune sont disposés autour de la cité fortifiée. Ils abritent la majorité de la population. Le hameau le plus proche est celui du Péage situé au sud à proximité de la cité, puis au nord-ouest se trouve la Glaye et Rapan au sud-est forment les trois hameaux les plus importants de la commune.

### Logement

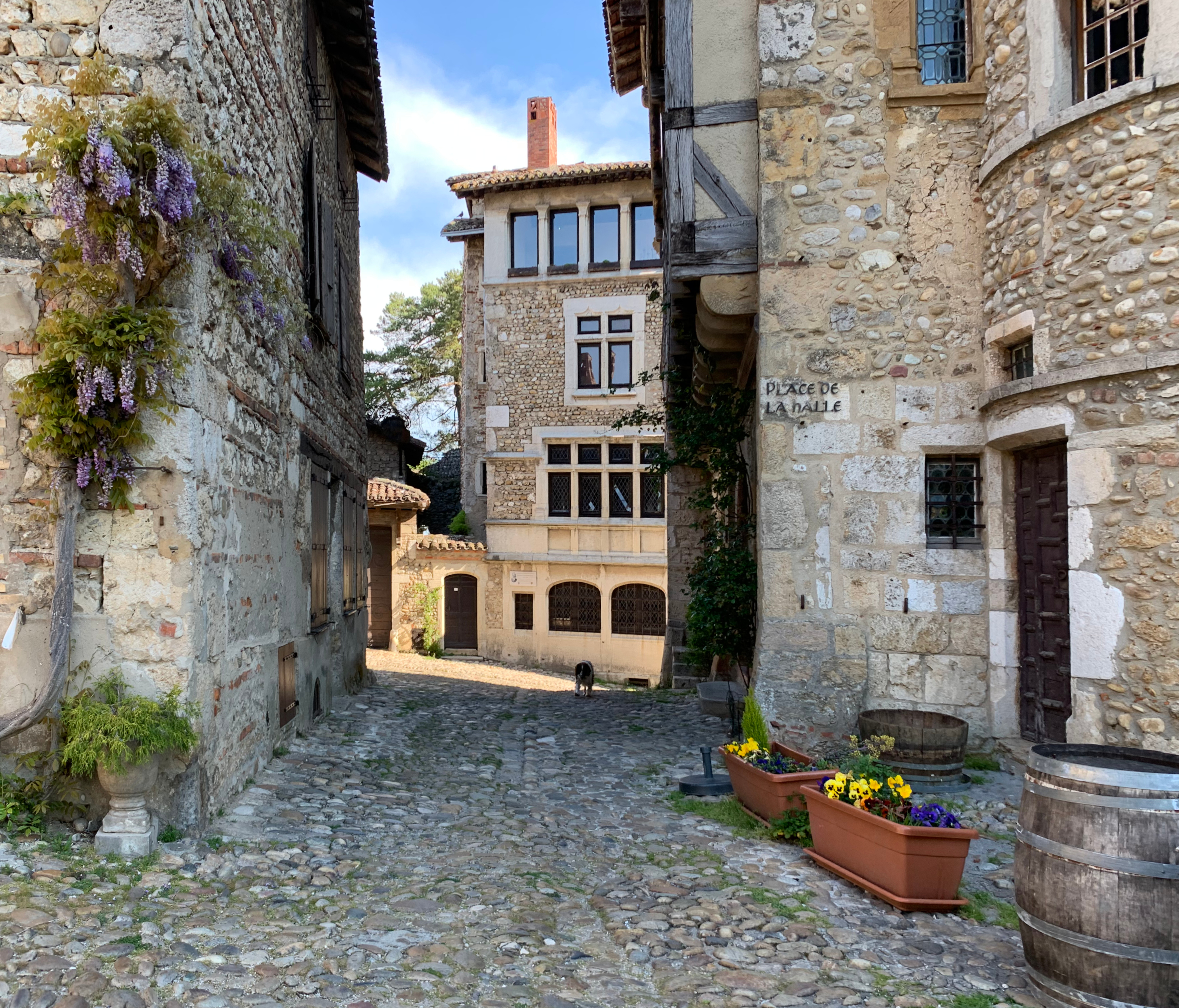
Maisons de Pérouges.

Le nombre total de logements dans la commune est de 453. Parmi ces logements, 86,5 % sont des résidences principales, 6,6 % sont des résidences secondaires et 6,8 % sont des logements vacants. Ces logements sont pour une part de 88,5 % des maisons individuelles, 8,9 % sont d'autre part des appartements et enfin seulement 2,6 % sont des logements d'un autre type. La part d'habitants propriétaires de leur logement est de 81,1 %. Ce qui est supérieur à la moyenne nationale qui se monte à près de 55,3 %. En conséquence, la part de locataires est de 13,8 % sur l'ensemble des logements qui est inversement inférieur à la moyenne nationale qui est de 39,8 %. On peut noter également que 5,1 % des habitants de la commune sont des personnes logées gratuitement alors qu'au niveau de l'ensemble de la France le pourcentage est de 4,9 %. Toujours sur l'ensemble des logements de la commune, 1 % sont des studios, 5,9 % sont des logements de deux pièces, 11,7 % en ont trois, 25,3 % des logements disposent de quatre pièces, et 56,1 % des logements ont cinq pièces ou plus.

### Voies de communication et transports
Le principal axe de communication de la commune est la route départementale 1084 qui traverse Pérouges du sud-ouest au nord-est. Cette route anciennement nationale 84 reliant Rillieux-la-Pape à Saint-Genis-Pouilly est une alternative à l'autoroute A 42 qui traverse la commune du sud au nord-est. La sortie numéro 7 nommée Pérouges est implantée au sud. D'autres axes secondaires sillonnent le territoire communal. La départementale 65b reliant l'autoroute à l'axe D 1084, la départementale 4 permet de rejoindre la cité depuis cette dernière et tout un réseau de routes départementales et communales.
La ligne ferroviaire Lyon - Genève traverse la commune en longeant la départementale 1084. Il n'y a pas d'arrêt à Pérouges, mais la gare de Meximieux-Pérouges, qui est une gare TER, est située dans la commune voisine de Meximieux à 2 km de la cité médiévale.
La commune dispose également de l'aérodrome de Pérouges - Meximieux, situé au sud-est, à proximité de la sortie d'autoroute. Celui-ci possède une piste d'atterrissage en herbe destiné aux petits avions de loisir.

## Toponymie
Le nom de la cité a évolué avec les années, les premières traces donnent les noms de Perogiae et Peroges. Par la suite, au XIIe siècle apparaît la mention de castrum de Perotgias lors de l'implantation romaine dans la région. Plusieurs siècles après, au XVIe siècle viennent les noms de Peroges puis Pérouges depuis le XVIIIe siècle.
Il existe deux principales hypothèses quant à l'origine du nom de Pérouges. La première est celle issue de la toponymie signifiant sol pierreux. La seconde provient d'une légende associant le village français à la ville italienne de Pérouse, (Perugia en italien),. À l’appui de cette hypothèse, on fera remarquer que les armoiries de Pérouges sont les mêmes que celles de Pérouse, au métal près du dragon, qui est d'argent dans la ville italienne.

## Histoire

### Héritage du Moyen Âge

#### Une cité fidèle

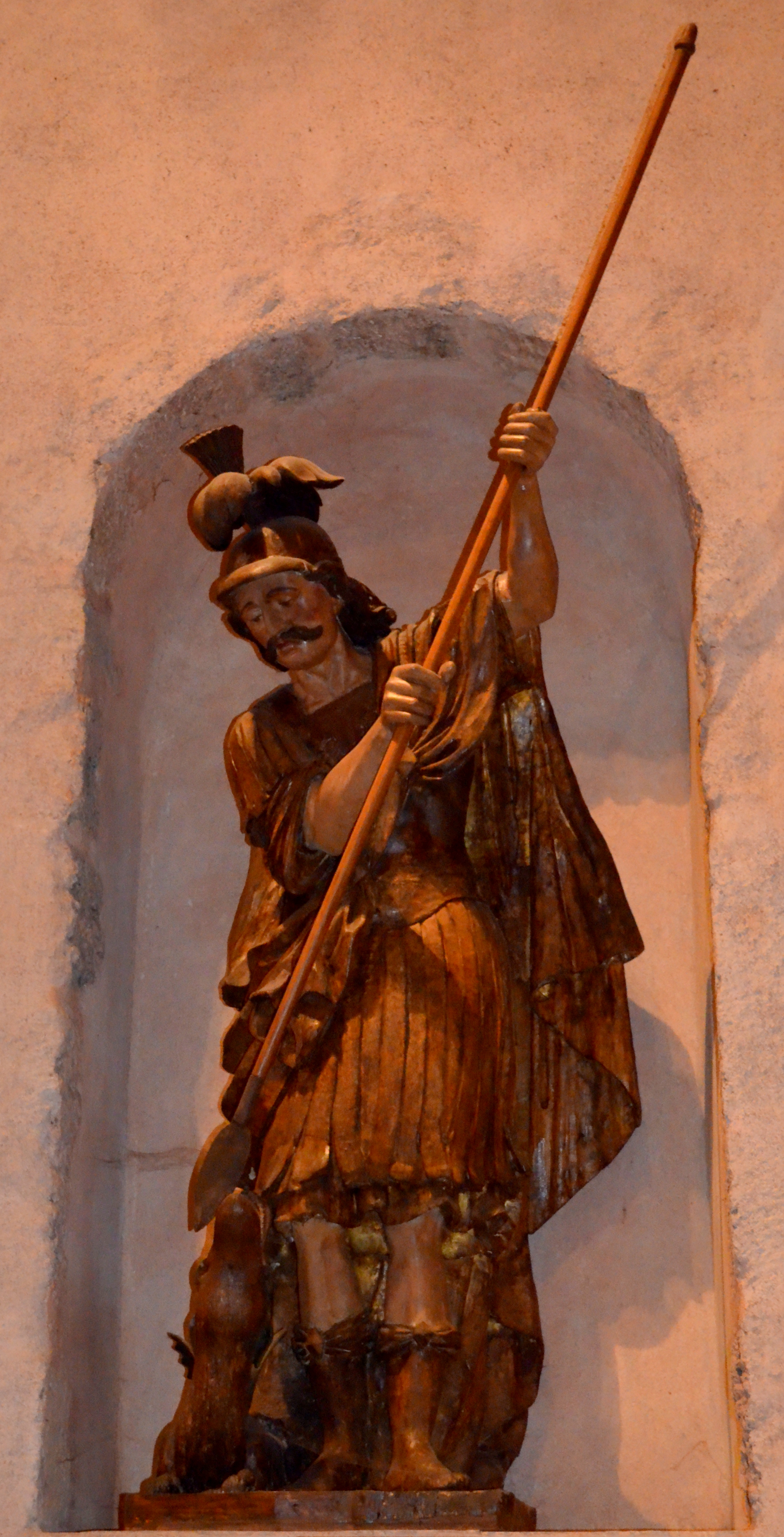
Statue de saint Georges.

Ce site présentait en effet tous les avantages d’un oppidum : facilités pour sa défense ; visibilité sur un vaste horizon à 360 degrés. À la différence de Montluel proche où l’initiative est venue d’une dynastie locale, l’idée de fortifier Pérouges est venue d’une puissance féodale extérieure. Vers 1100 c’est le comte du Forez qui donne Pérouges en fief à Guichard Ier, seigneur d’Anthon, à 13 km sur la rive opposée du Rhône. La cité en gardera la mémoire en adoptant son blason de gueules au dragon d'or avec saint Georges en vainqueur comme patron. Vers 1170, quand il prend fantaisie au descendant du comte du Forez de transférer la seigneurie à l'Église de Lyon, Guichard II d’Anthon, sous la menace de l'excommunication, doit s'en reconnaître le vassal.
Mariages et fluctuations politiques ont décidé du sort de la cité par la suite. En toutes circonstances, les habitants de Pérouges ont fait preuve d’une fidélité exemplaire à leurs maîtres successifs. Ils semblent avoir fait leur la fameuse devise : « Une foi, une loi, un roi ». Il en est ainsi lorsque le pouvoir passe entre les mains du dauphin de Viennois pour un court épisode de 1328 à 1349 : à cette date, Humbert II menacé de ruine vend ses terres au roi de France et Pérouges devient française, mais pour six années seulement car le nouveau monarque Jean II le Bon, successeur de Philippe VI de Valois, empêtré dans la guerre de Cent Ans, procède alors avec le comte de Savoie à des rectifications de frontières. Ce dernier, déjà maître de la Bresse depuis le XIIIe siècle, arrondit son domaine de Pérouges et Meximieux et renonce à ses quelques enclaves dauphinoises. Dès le XIVe siècle, la prospérité de la ville, lui valut d'être disputée par Savoyards et Français. La suite ne vaut d’être contée que par un épisode dont Pérouges se prévaudra à jamais comme d’un acte héroïque. Le duc Louis Ier (la maison de Savoie est devenue ducale en 1416) entretient de bonnes relations avec la France de Louis XI. Il a apanagé son fils cadet Philippe comme comte de Bresse. Or, celui-ci s’est attiré l’hostilité du roi de France et lui garde rancune de son emprisonnement. Amédée IX, qui succède à son père de 1465 à 1472, entretient à son tour de bons rapports avec le roi de France. Mais Philippe, à peine sorti des geôles de Loches, fait alliance avec le duc de Bourgogne Charles le Téméraire, ennemi juré de Louis XI. Celui-ci veut donner une bonne leçon à Philippe et mobilise ses troupes cantonnées en Dauphiné qui partent, en 1468, à l’assaut de Pérouges. La place-forte derrière son double rempart, sous la conduite d’un chef énergique, oppose une résistance victorieuse et, Philippe l’en récompensera par une exemption de charges de vingt ans. La population s’était solidarisée avec Philippe mais rentrera dans le rang à son exemple.
La même docilité au pouvoir se manifeste aux XVIIe et XVIIIe siècles. En 1588, par sa politique aventureuse le duc de Savoie Charles-Emmanuel Ier ouvre les hostilités avec la France d'Henri III. Lorsque son successeur Henri IV, une fois réconcilié avec ses sujets catholiques accède au trône, il engage la lutte contre Charles-Emmanuel et, dans une première démonstration de force, en 1595, se fait ouvrir les portes de Pérouges qui n'oppose aucune résistance. Mieux, la population fraternise avec l’occupant au point que des officiers de la garnison sont sollicités comme parrains lors de plusieurs baptêmes. Il est vrai que des deux côtés on ne se sent pas étrangers ; on s’exprime dans la même langue : c’est un enfant du pays, Claude Favre de Vaugelas, natif de Meximieux (1585-1650), qui donnera aux Français leur première grammaire ! En 1601 par le traité de Lyon Bresse, Bugey, Valromey et pays de Gex sont annexés au royaume de France. Cette conclusion est acceptée sans problème comme une suite logique du conflit.

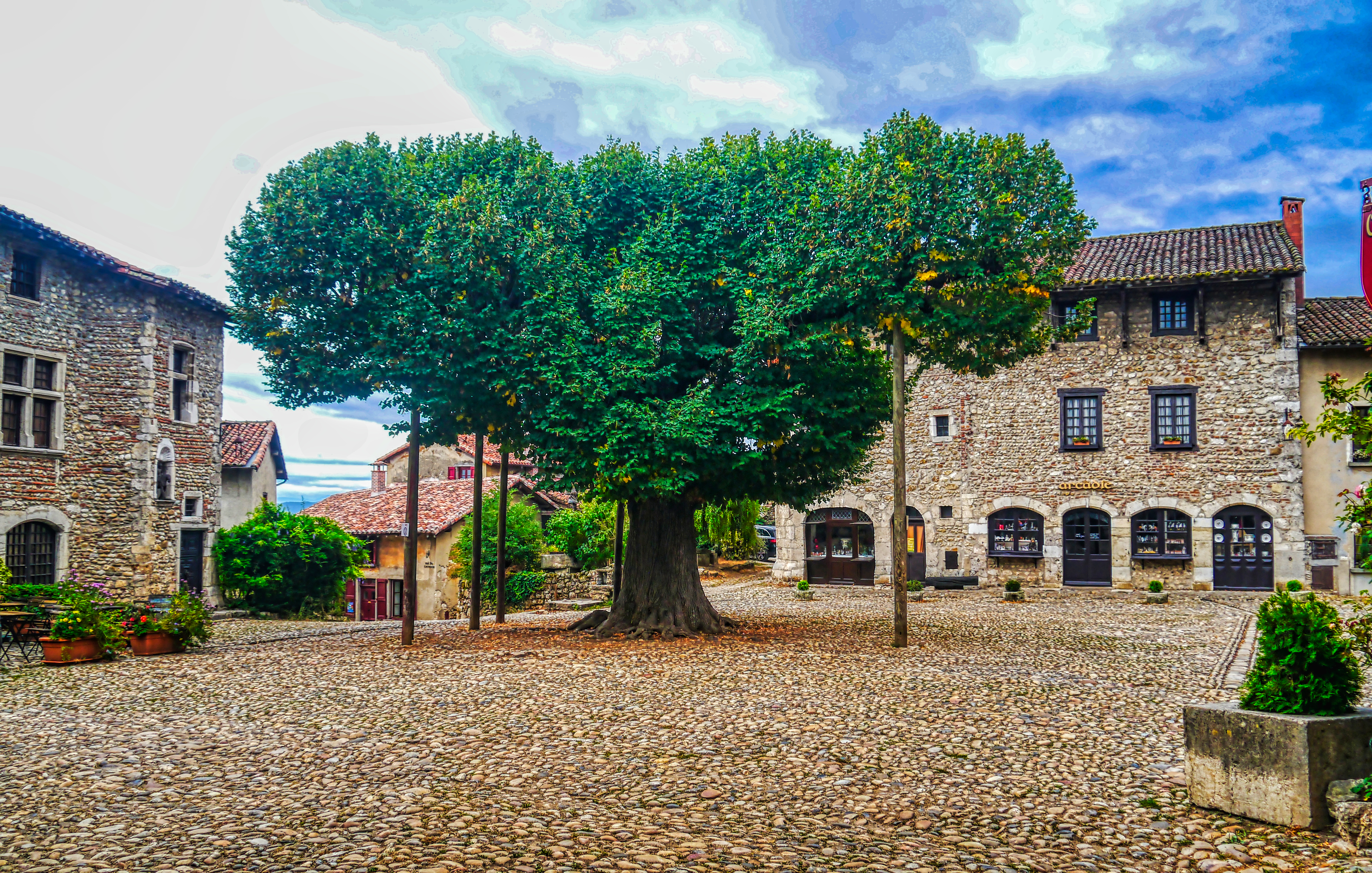
Le tilleul de la place de la Halle.

Lorsque les Pérougiens sont invités à exposer leurs doléances en vue de la réunion des États Généraux, le dimanche 15 mars 1789, après la grande messe, ils sont 130 à se réunir en assemblée générale dans l’église Sainte-Marie-Madeleine. Ils mettent à leur programme pour leurs prochaines séances, la rédaction du cahier qui les contiendra. S’ils ne se sont peut-être pas inspirés des modèles en circulation dans toutes les provinces, leur exposé en treize points présentera la même banalité que la plupart d’entre eux et portera surtout sur la remise en ordre du régime fiscal. Le ralliement aux idéaux révolutionnaires se manifeste par la plantation de l'arbre de la Liberté à l'automne 1792. Quand l’Assemblée constituante décide en 1790 de modifier le cadre institutionnel, Pérouges fait partie du district de Montluel dans le département de l’Ain. Ce district étant jugé trop petit, le nouveau découpage (1800) la fait ressortir de l’arrondissement de Trévoux : pour la première fois la géographie primant sur l’histoire, de terre bressane Pérouges devient terre dombiste.

#### Une économie prospère
Dès la fin du XIe siècle, Pérouges, avantageusement placée sur la voie de Lyon à Genève, participe au réveil économique de l’Occident dans un climat de sécurité, à l’abri de ses remparts sous la garde du capitaine de la châtellenie. La vie commerciale s’anime particulièrement avec les marchés du samedi, dans le confort d’une halle régulièrement entretenue, et sa foire de la Saint-Martin qui déborde sur les fossés des fortifications. La variété des produits proposés témoigne de la prospérité du commerce. Les boulangers s’approvisionnent en farine aux moulins sur le Longevent ; les bouchers achètent leurs viandes à l’abattoir seigneurial de Meximieux ; dans les tavernes se vend le petit vin local des Chevalières. Multiples sont aussi les activités artisanales : « Marchands d’étoffes, tanneurs, cordonniers, merciers, serruriers, chaudronniers et autres fabricants installent leurs produits sur des tréteaux ».
Une telle activité ne pourrait se déployer dans le carcan des institutions féodales. Les seigneurs en ont pris progressivement conscience et de larges libertés ont dû être accordées aux Pérougiens. Pendant leur bref intermède entre 1328 et 1349 les Dauphins vont faire preuve d’un zèle exceptionnel. Ils n’accordent pas moins trois chartes. La première en 1329 garantit la liberté des personnes et des biens, définit une liste limitative des charges imposables mais impose la participation au guet et à l’entretien des remparts. La deuxième en 1334 ajoute des assurances contre l’arbitraire de la justice seigneuriale. La troisième en 1343 donne des garanties contre toute saisie arbitraire du bétail ou interpellation sous prétexte de délinquance. La marque visible de la prospérité ambiante est dans le soin nouveau apporté aux constructions. « Dès le XIIIe et surtout le XIVe et le XVe se construisent des maisons à plusieurs niveaux en moellons de tuf, en carrons de terre, en galets glaciaires disposés en épis, en colombage à pans de bois avec remplissage de pisé » comme la maison Cazin. Toutefois, il ne faut pas être regardant sur l’hygiène des rues !
Commerce et artisanat (nombreux sont les tisseurs) resteront les bases de la prospérité pérougienne au fil des siècles. La situation sur une grande voie de trafic et la proximité de Lyon sont sur ce point de sérieux atouts. Deux bâtiments (on pourrait parler d’institutions) sont comme un révélateur du rôle régulateur de la place commerciale. La présence d’un grenier à sel auquel chaque foyer a une obligation d’achat peut être considéré comme une commodité d’autant que l’on est dans une zone de petite gabelle. La grenette, avec son stock de céréales, rassure sur la stabilité des cours.
Les estimations démographiques sont approximatives. La population est évaluée entre 800 et 1 000 habitants à la fin du XVIIe siècle. Le chiffre de 1 500 âmes selon le curé Bertholin en 1790 paraît exagéré. En fin de compte, le meilleur critère de l’enrichissement de la population est dans les transformations des constructions. La grande époque remonte à la Renaissance, dès la fin du XVe siècle. Son style caractérisé en particulier par les fenêtres à meneaux est perceptible dès le franchissement du rempart par la Porte d’En Bas avec la maison Vernay mais les autres édifices de qualité retiennent l’attention au centre de la cité sur la place des Halles avec son Ostellerie et sur la rue des Rondes qui fait le tour de la cité. Les propriétaires, soucieux de respectabilité sont nombreux à acheter des titres de noblesse,.

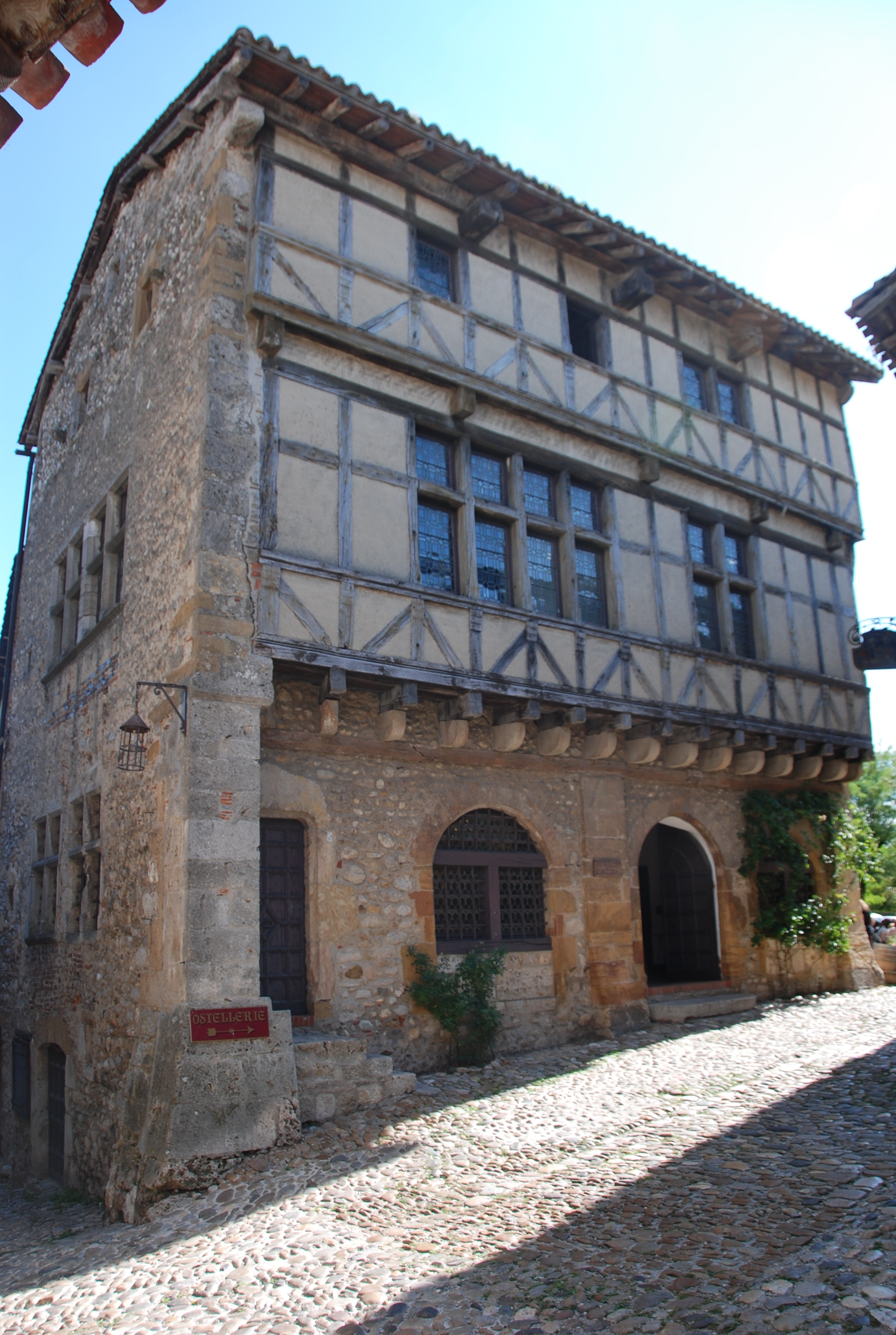
Maison Cazin.
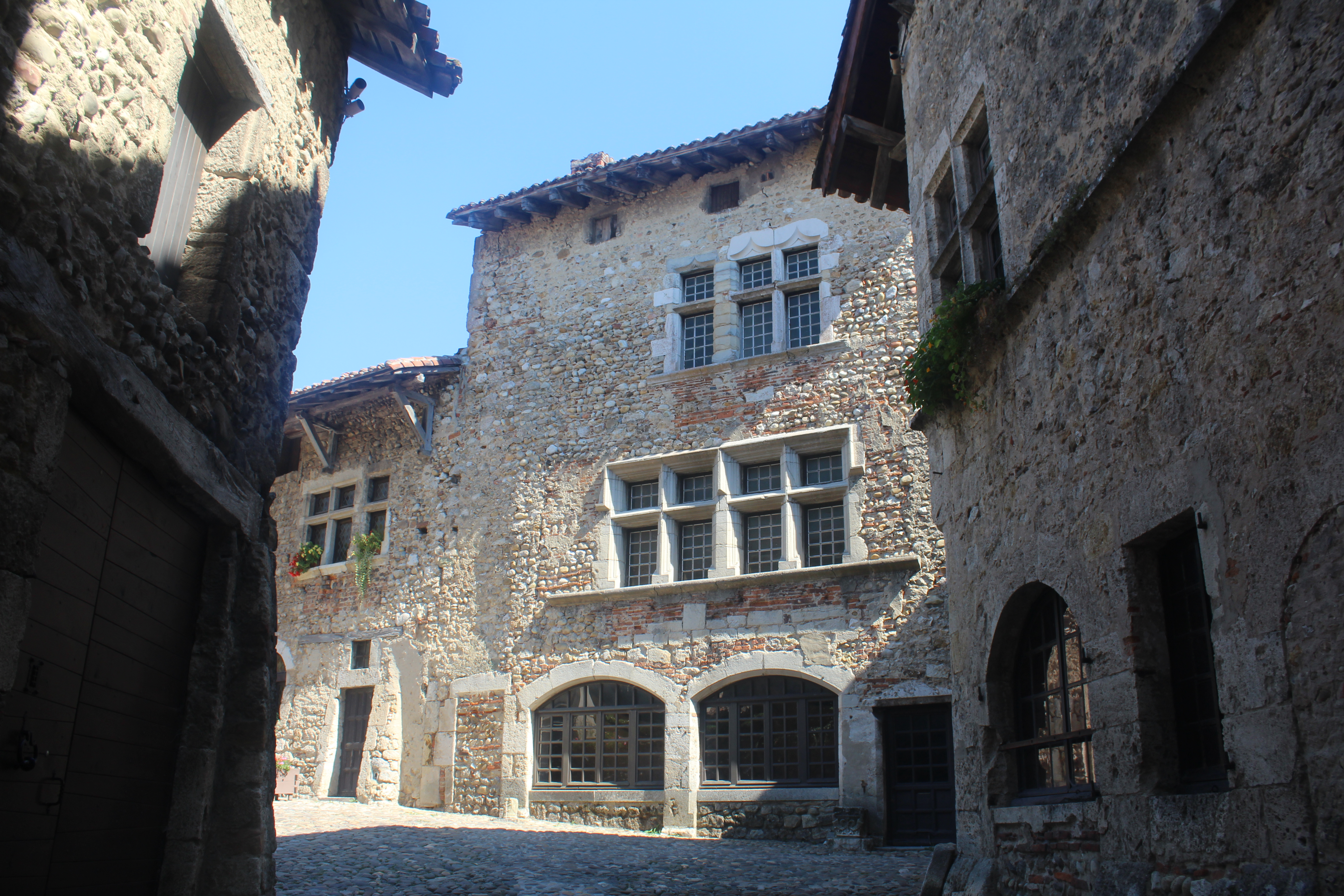
Maison Vernay.
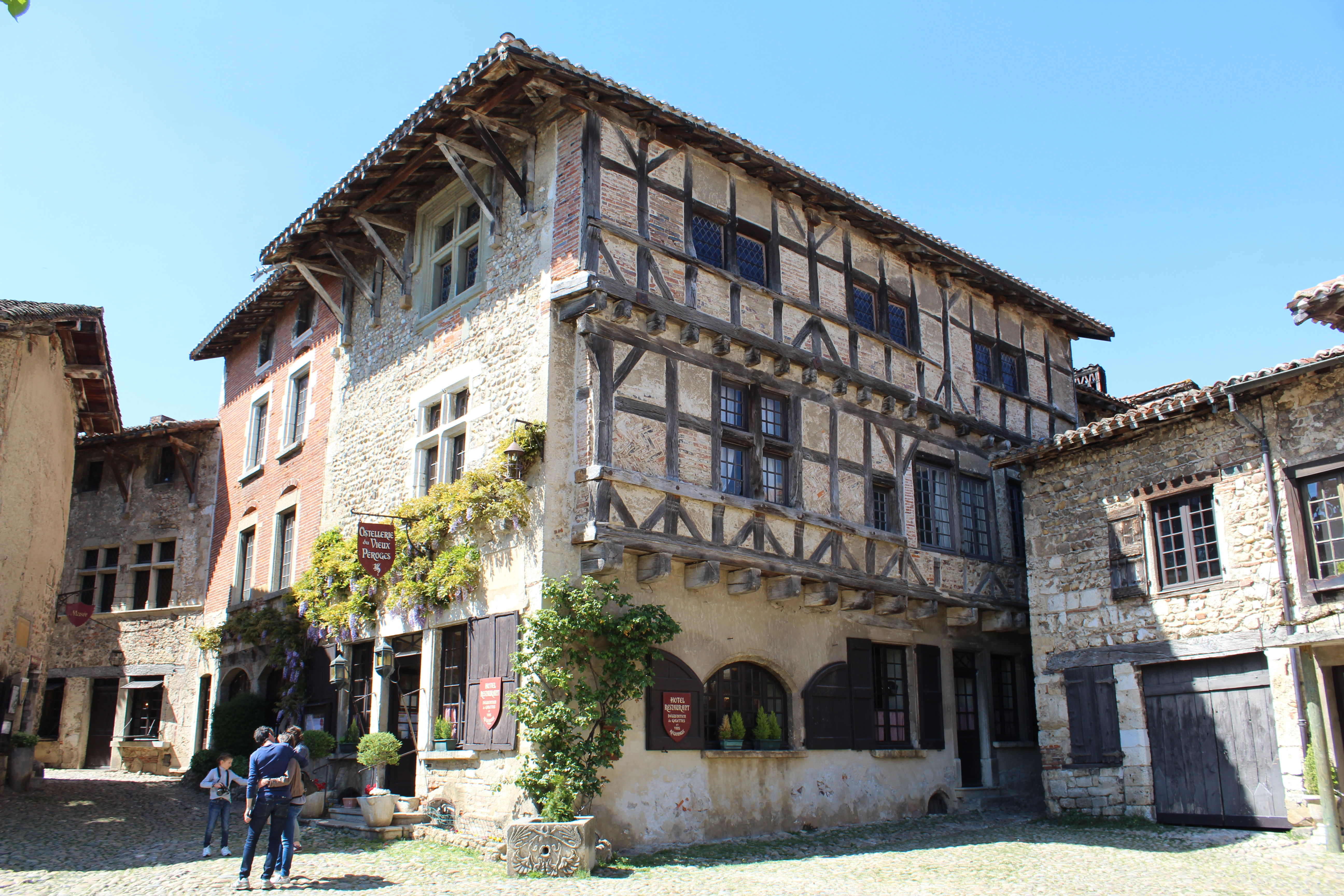
Hostellerie.
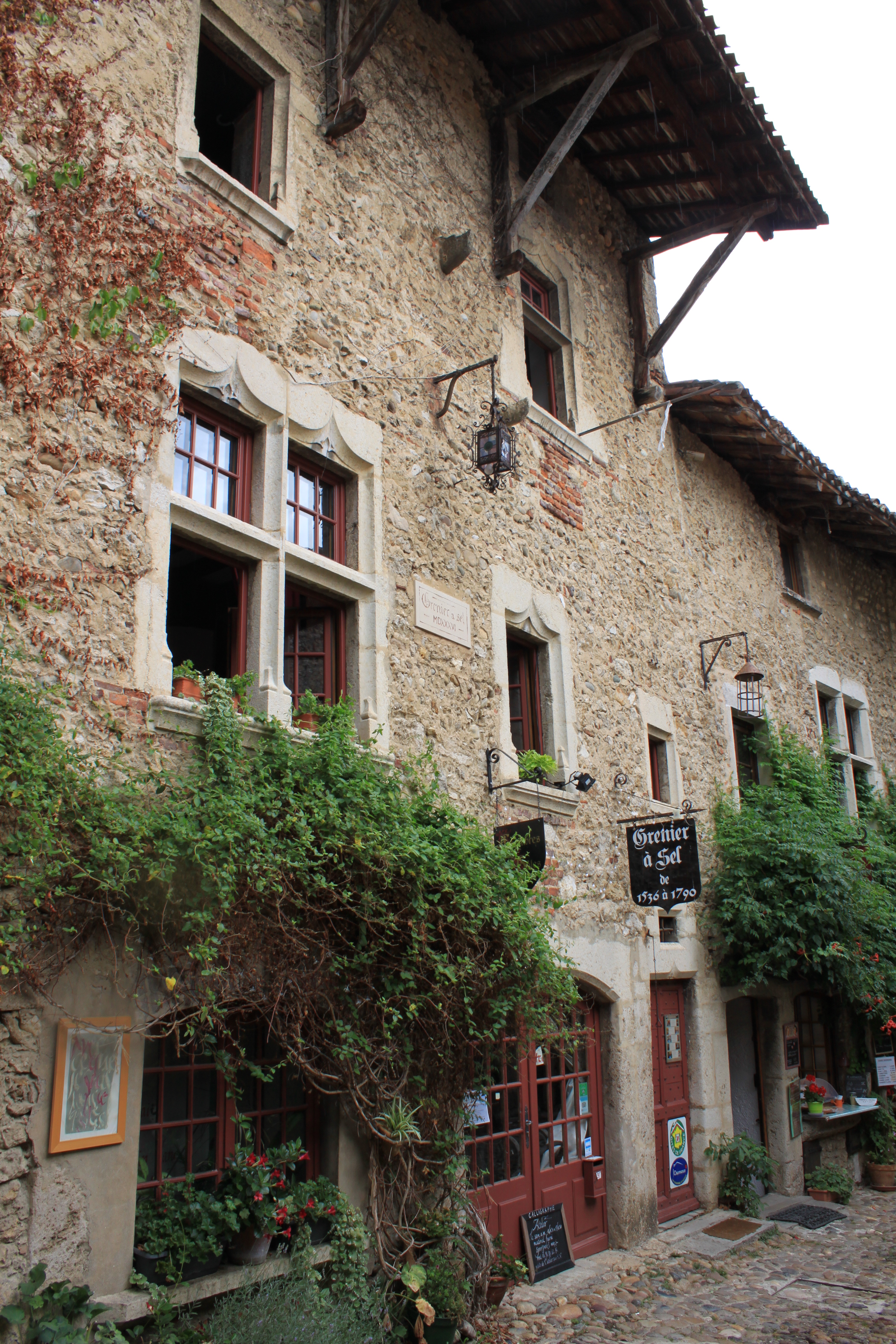
Grenier à sel.

#### La ferveur religieuse
Elle peut se mesurer par le nombre et la qualité des édifices religieux. C’est d’ailleurs par ce truchement qu’il est possible de prendre une vue générale du territoire communal car la population de Pérouges ne se limite pas à la seule ville close. En 1435 y est en construction une église à côté de la Porte d’en Haut car celle du prieuré Saint-Pierre mise de longue date à la disposition des fidèles par le prieuré de Cluny s’avère trop exiguë. Les hameaux de la Glay et du Péage sont dans sa grande proximité. Mais le territoire s’étend aussi très largement dans la plaine de la Valbonne. On y compte trois autres lieux de culte. À l’extrême sud, la chapelle Saint-Martin devait devenir l’église paroissiale du hameau de Saint-Martin des Champs (aujourd’hui sur le territoire de la commune de Béligneux). La chapelle Saint-Georges, sur une petite éminence relativement proche de la ville close, pourra un temps, de ce fait, lui servir d’église dans l’attente de l’achèvement de la nouvelle. Quant à la chapelle Notre-Dame-de-Grâce, entre Pérouges et Meximieux, à proximité d’une source réputée miraculeuse, elle attire la foule des fidèles bien au-delà des limites paroissiales.

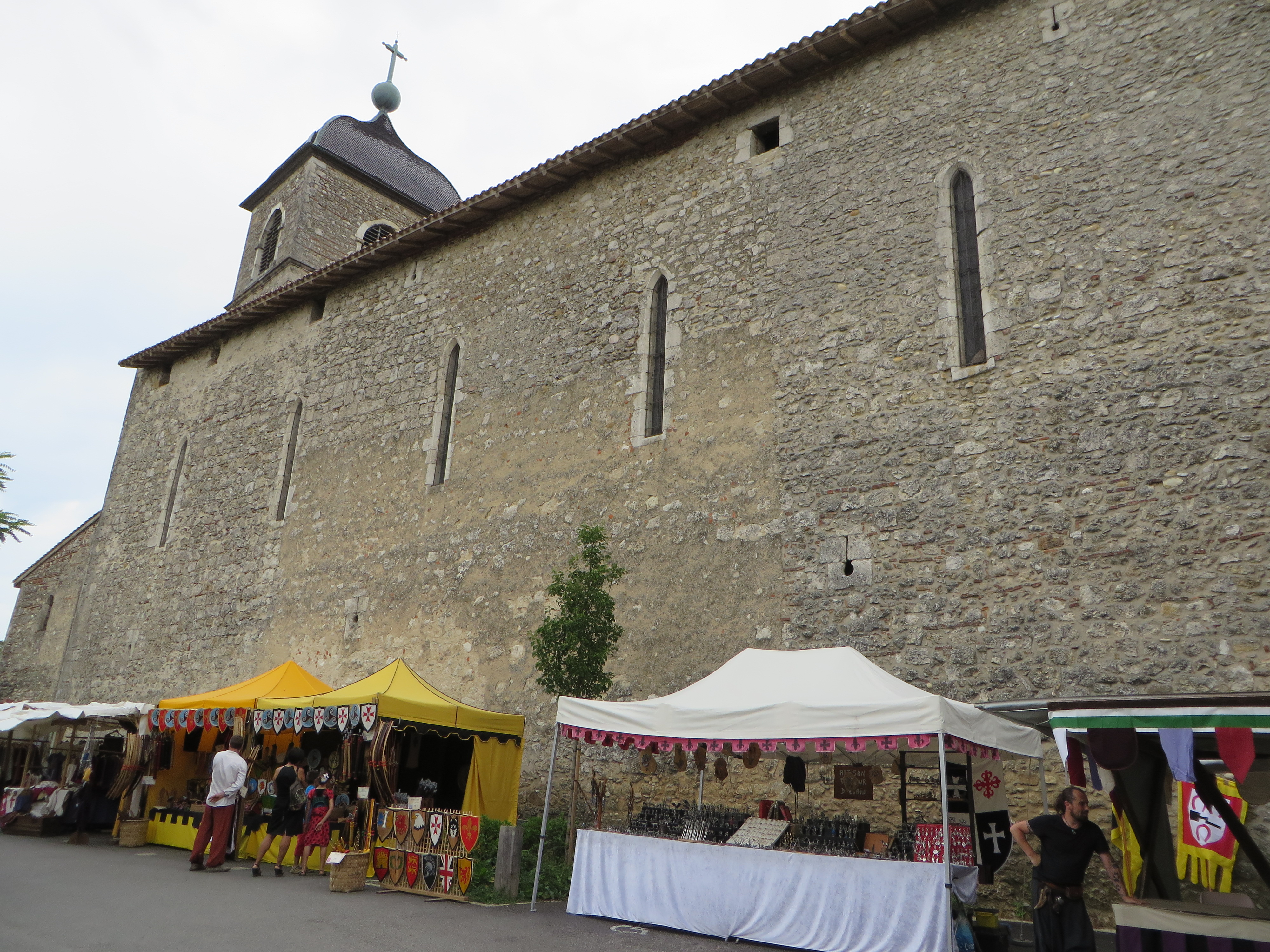
Église Sainte-Marie-Madeleine mur gouttereau gauche.

Cette ferveur peut aussi se mesurer par la multiplication, à l’intérieur de ces lieux de culte, des fondations de chapelles qui témoignent aussi d’une sorte de rivalité entre eux. Dans le Clos (l’enceinte) la nouvelle église une fois achevée est dédiée peu après (1483) à Sainte-Marie-Madeleine. Son aspect extérieur tient de la forteresse car son mur gouttereau gauche avec ses meurtrières s’intègre dans le rempart : cette fonction de forteresse a, par ailleurs, contraint à l’orienter selon un axe sud-nord inhabituel. Elle aura de la peine à imposer son statut d’église paroissiale par la concurrence de Saint-Georges jusqu’au XVIIe siècle. C’est au point qu’on a hasardé le surnom de Pérouges les Deux Églises. Par contraste, à l’intérieur, les fidèles ne tardent pas à multiplier les chapelles dont le nombre ira se multipliant : en 1678, quatre du côté droit et une douzaine d’autels matérialisés par une grille adossés pour huit d’entre eux aux piliers octogones. L’église Saint-Georges n’est pas en reste avec ses autels et ses chapelles entretenus soit par de riches bourgeois soit par des confréries. Les sépultures se logent dans les cimetières au plus près des églises Sainte-Marie-Madeleine et Saint-Georges mais « le vœu de celui qui en a les moyens et qui paie pour cela est d’être enterré dans l’église même ».
La vie sociale est corsetée par les confréries. Chacune d’elles se soumet à un règlement, a ses structures éligibles au cours d’une assemblée au cours de laquelle est élu son prieur, ses propres manifestations religieuses et profanes. Elle tient une comptabilité à la recherche de l’équilibre entre ses revenus, tirés de ses propriétés et des cotisations de ses membres, et ses dépenses dont celles très onéreuses en luminaires pour ses autels. En 1680, trois d’entre elles sont liées à des professions. Celle des tisserands, qui sont une centaine à travailler le chanvre, a son autel dédié à Notre-Dame du Scapulaire. Celle des cordonniers, la plus ancienne, est placée sous le vocable de Saint Crépin ; celle des bouchers, sous le patronage de Notre-Dame-de-Pitié. Seule la confrérie des Pénitents Blancs n’est pas liée à un milieu professionnel. Cela explique sa longévité jusqu’au XIXe siècle après l’abolition des corporations par la loi le Chapelier sous la Révolution. La communauté chrétienne de Pérouges reste soudée au fil des ans. Aucun de ses membres ne semble avoir dévié de l’orthodoxie et s’être rallié au protestantisme au seizième siècle. En revanche, la ferveur religieuse, mesurée par le nombre officiel des communiants s’est relâchée au XVIIIe siècle. Des dissensions peuvent naître de problèmes d’intendance lorsque, par exemple, au XVIIIe siècle, un curé met en cause la mauvaise gestion des fabriciens chargés de gérer les ressources de la paroisse.

### Déchéance et renaissance de Pérouges

#### Un siècle de relégation
En 1800, lorsque Bonaparte, premier consul, procède à la normalisation du système administratif français, les Pérougiens vivent dans l’humiliation la confirmation de Meximieux dans son rang de chef-lieu de canton. En fait, la question de la hiérarchie entre les deux voisines avait déjà été tranchée en faveur de Meximieux dès le milieu du XVIIIe siècle. C’est, en effet, entre 1750 et 1763 qu’avait été exécuté le plan de modernisation du réseau routier. Le tracé de l’ancienne voie romaine avait favorisé le site de Pérouges. Pour le jeune corps des Ponts-et-Chaussées, il n’est pas question de son maintien. « On préfère piquer tout droit sur Meximieux à partir de Dagneux, route tracée à la règle qui laisse la cité de Pérouges à l’écart et la coupe d’une grande partie de son territoire ». Meximieux devient un nœud du réseau routier où se séparent les axes Lyon-Strasbourg et Lyon-Genève. Dans cette ville-étape se multiplient auberges et relais de poste ou de chevaux au grand dam des Pérougiens. Ces derniers en ont eu parfaitement conscience et ne s’étaient pas encore consolés de ce choix lors de la rédaction des cahiers de doléances en 1789. Dans leur treizième point, ils plaidaient pour la reprise d’un projet alternatif abandonné qui aurait concilié les intérêts des deux communautés et évoquaient le préjudice subi par leur commerce.
Autre grave sujet de discorde entre Pérouges et Meximieux dès le milieu du XVIIIe siècle lorsque celle-ci demande la création d'un marché. Dans une délibération des élus municipaux de la vieille cité de 1790, il était rappelé que, « avant la construction des grandes routes, Meximieux n’était qu’un chétif village dépourvu de tout où les habitants venaient à Pérouges chercher leur provisions »: il était abusif de prétendre y établir un marché du mercredi qui aurait risqué de ruiner leur marché du samedi. Les Pérougiens s’étaient alors prévalus d’un vieux texte de 1422 qui imposait une distance de l’ordre de deux kilomètres entre deux marchés pour éviter une concurrence déloyale. Sur ce point, leur résistance avait été payante. Mieux, ils avaient obtenu un marché de la Saint-Georges, tout en conservant celui de la Saint-Martin en novembre. Un autre point litigieux avait nourri cette rivalité. Alors que Pérouges avait vainement demandé très longtemps l’établissement d’un corps de garde dans ses murs, c’est à Meximieux qu’était implantée en 1807 la nouvelle gendarmerie. Et, prétextant de la proximité du Longevent, elle avait eu l’audace de demander une rectification des limites communales : le Longevent, limite de tous temps devait le rester immuablement.
Au total, le bilan démographique établi à l’aube du XIXe siècle était sans appel : en 1793 on dénombrait 814 habitants à Pérouges contre 1565 à Meximieux ; en 1800 : 898 contre 1691.
Le déclin de Pérouges est encore comme amorti pendant les deux premiers tiers du XIXe siècle. La vieille cité bénéficie de la tutelle bienveillante de la famille Passerat de La Chapelle installée dans la plaine au manoir de La Rouge depuis le milieu du XVIIIe siècle. Claude Gabriel, ancien chirurgien, maire depuis 1810, finance la remise en état de l’église Sainte-Marie Madeleine et son exemple est suivi par de nombreux donateurs. Redevenu simple conseiller municipal, il fait don à la commune du terrain de l’ancienne église Saint-Georges pour le transfert du cimetière. Les facteurs d’inquiétude ne manquent pourtant pas. En 1839, la vieille halle a brûlé et on ne la reconstruira pas. Ce sinistre n’encourage pas le développement de la vocation traditionnelle de marché ! Par ailleurs, « l’activité phare de Pérouges, le tissage, s’étiole et meurt à petit feu ». C’est particulièrement vrai pour le travail du chanvre qui est abandonné dès les années 1830. Les maisons ne sont pas adaptées à l’installation des métiers Jacquard et après la révolte des canuts les soyeux lyonnais en quête de main-d’œuvre à la campagne, sont peu tentés de donner de l’ouvrage aux Pérougiens. Et pourtant, la vieille cité ne semble pas encore frappée par le grand mouvement d’exode rural qui commence à vider les campagnes à partir du tournant du siècle à en juger par la démographie (898 habitants en 1800, 890 en 1866) ! Mais en 1856 est ouverte la ligne de chemin de fer de Lyon à Genève et Meximieux est dotée d’une gare « laissant Pérouges à l’écart juchée sur son mamelon ».

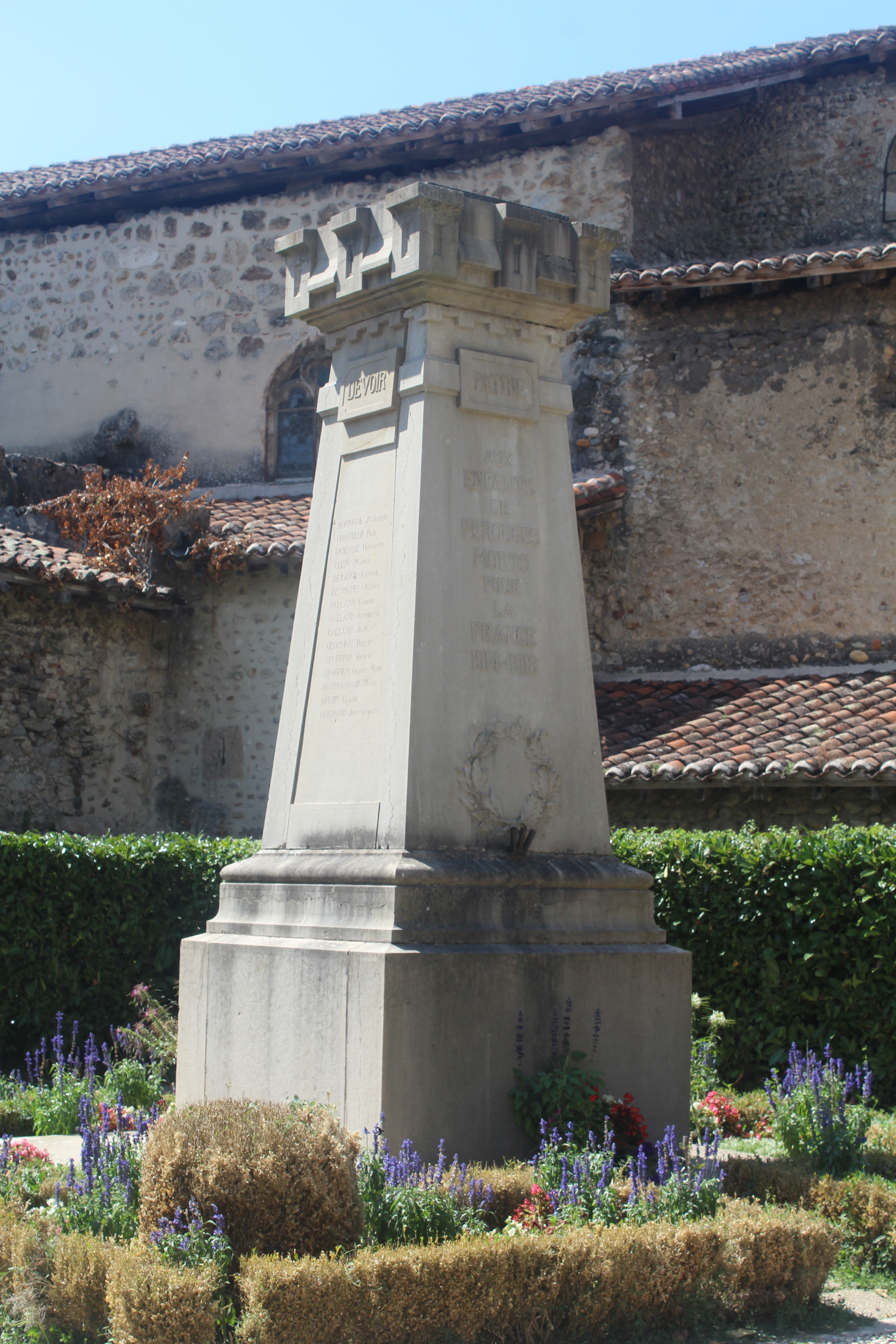
Monument aux morts 1914-1918.

On peut parler d’un véritable effondrement démographique sous la Troisième République : la commune ne compte plus que 364 habitants en 1921, soit 45 % par rapport aux 806 de 1872. Et le déclin est particulièrement fort pour la ville close : en 1911 n’y vivent plus que 82 des 483 Pérougiens (17 %). Cet exode rural est pour partie, de grande proximité au profit de Meximieux. L’activité agricole elle-même est atteinte. Sans doute dans la plaine on se consacre au travail des diverses céréales, de la pomme de terre, du colza et même d’un peu de chanvre mais le vignoble de la Côtière a été durement affecté par la crise du phylloxéra. En 1907 il reste 86 ha de vigne contre 850 ha de terres labourables. Cette désertion de l’antique cité s’explique par des conditions de vie de plus en plus archaïques. Dans un monde aux facilités de déplacement grandissantes, on ne peut gagner qu’à pied ou en voiture à chevaux les commerces de Meximieux. La municipalité a refusé en 1912 de participer à la création d’un réseau téléphonique au prétexte que cette commodité trop onéreuse est disponible à Meximieux. Et il n’est pas encore question d’un réseau électrique. Seule modernisation, contrainte, à la suite de l’obligation scolaire primaire : la création d'une école (l’actuelle mairie) en 1886. Le patrimoine bâti part progressivement à l’abandon. Un jour du printemps 1909 un pan de mur s’écroule rue du For et blesse des passants. Le maire est obligé de prendre un arrêté mettant en demeure les propriétaires des maisons dégradées « d’avoir à les réparer ou les démolir ». La plupart choisiront ce deuxième parti ! La Grande Guerre apporte son lot de deuils : 29 morts, c’est beaucoup pour une si petite commune. Le monument inauguré en 1921 sera érigé sur l’emplacement des maisons détruites en 1910. C’est tout un symbole !

#### La prise de conscience du potentiel touristique avant 1914

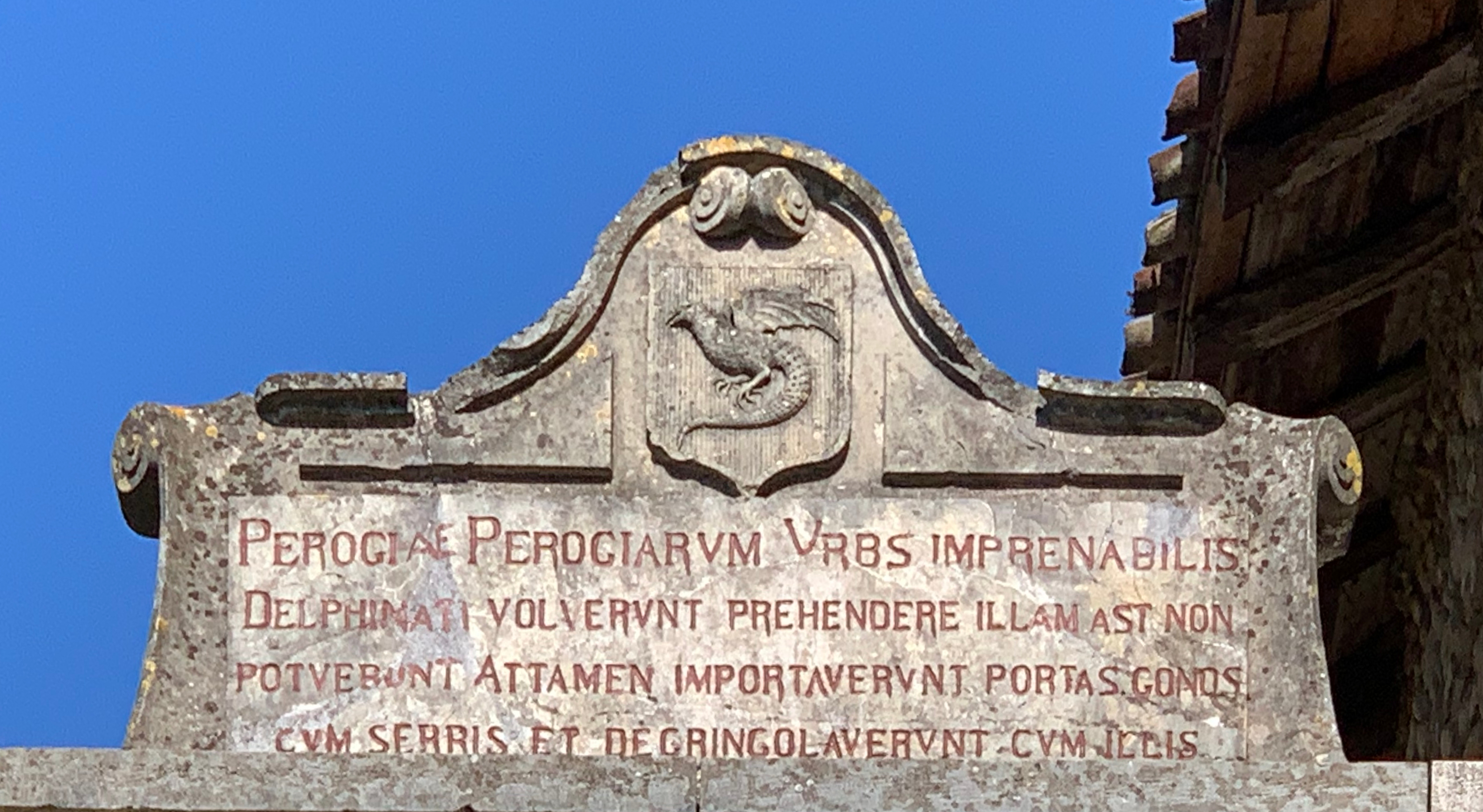
Pérouges ville imprenable.

Il appartenait à un enfant du pays d’attirer l’attention sur le sort inquiétant de Pérouges. François dit Francisque Thibaut (1838-1907) s’est formé au métier de menuisier-charpentier comme compagnon du Tour de France. Rentré à Pérouges en 1860, il entreprend de dresser l’inventaire de toutes les richesses et particularités de sa commune. L’ensemble de ses notes fera d’ailleurs l’objet d’une publication en 1903 : Histoire de Pérouges. Sa vie durant, il saisit toutes les occasions de célébrer sa cité. En 1889, en ardent républicain, pour marquer le centenaire de la Révolution, il organise une cérémonie au cours de laquelle les enfants des écoles interprètent l’hymne de sa composition La Pérugienne, accompagnés par la fanfare de Meximieux. Une plaque est apposée au-dessus de la Porte d’En bas, en rappel de la résistance victorieuse de la population lors du siège de 1468.
Son action est relayée par son fils Anthelme Thibaut (1872-1937). Il est professeur à Lyon et a conquis l’amitié d’Edouard Herriot, maire depuis 1905. Comme chroniqueur dans le Lyon Républicain, le 6 janvier 1910, il lance un vibrant appel au secours de la cité marquée par l’accident de l’année précédente, appel repris par un confrère après enquête. C’est alors toute la grande ville qui se mobilise. A commencer par le célèbre architecte Tony Garnier et par le général Adolphe Messimy (1869-1935) maire de la commune voisine de Charnoz et ministre des Colonies et de la Guerre.
Le 15 avril 1911 est fondé dans une salle de la Chambre de commerce de Lyon le Comité de défense et de conservation du vieux Pérouges, bientôt fort de 100 membres. Son action consistera à trouver des acheteurs de bâtiments qui en entreprendront la rénovation. Lui-même en donne l’exemple en devenant, par le biais d’une société civile immobilière, propriétaire du bâtiment de l’Ostellerie où il installe son siège. La femme d’Anthelme Thibaut en devient la gérante. Un musée est également fondé dans une maison achetée et rénovée par ce dernier. Les membres du Comité se retrouvent pour festoyer en 1913 et se donnent rendez-vous pour la Noël 1914. Leur optimisme a été conforté dès 1912 par le classement aux monuments historiques du quartier de la Porte-d’en-Haut,.
Des efforts persévérants en des temps difficiles (1920-1950)
Selon un premier bilan « à la fin des années 1930, l’œuvre de sauvegarde a des bases solides. L’œuvre de restauration est en cours avec tout un plan d’action défini par le Comité. Les visiteurs sont nombreux ». Il faudra cependant attendre le début des années 1950 au terme des dix ans plombés de la guerre et de l’après-guerre pour des avancées décisives. Dans l’Entre-deux-guerres, le Comité aux ressources financières limitées utilise tous les moyens en sa possession pour cette œuvre de sauvegarde en achetant des ruines, en concluant des baux incitant les locataires à en entreprendre la restauration, en poussant à la modernisation des infrastructures par l’électrification et la création d’un réseau d’adduction d’eau à partir de 1925. Son action est appuyée par les autorités : le préfet de l’Ain Varenne prend un arrêté en 1926 interdisant toutes les modifications extérieures pouvant altérer les caractères de ce patrimoine artistique. Sur le plan national est engagé le processus de classement des bâtiments au titre des monuments historiques. Il faudra cependant attendre 1943 pour que la décision concerne l’ensemble des constructions. Des personnalités de poids secondent ces efforts comme le préfet Émile Bollaert. Francisque Thibaut, qui succède à son père Anthelme à l’Ostellerie, incarne la continuité. La cité exerce un attrait romantique sur les artistes peintres des ruines. La même fascination joue sur les réalisateurs du jeune cinéma muet en noir et blanc : on tourne dans les vieux murs les Trois mousquetaires en 1921. Une nouvelle version parlante en 1932 connaît un succès international. Cette fascination n’est pas retombée au lendemain de la guerre et l’équipe du réalisateur Maurice Cloche vient tourner dans l’église Sainte-Marie-Madeleine les premières scènes du film Monsieur Vincent, avec la forte personnalité de Pierre Fresnay dans le rôle de saint Vincent de Paul (celui-ci avait eu un temps au XVIIe siècle la charge de la paroisse de Châtillon-sur-Chalaronne). À la fin des années 1930 la clientèle touristique lyonnaise a toutes commodités grâce à l’automobile pour venir visiter Pérouges en voisine. L’hémorragie démographique semble stoppée : la population passe de 364 en 1921 à 447 en 1946.

#### La consécration

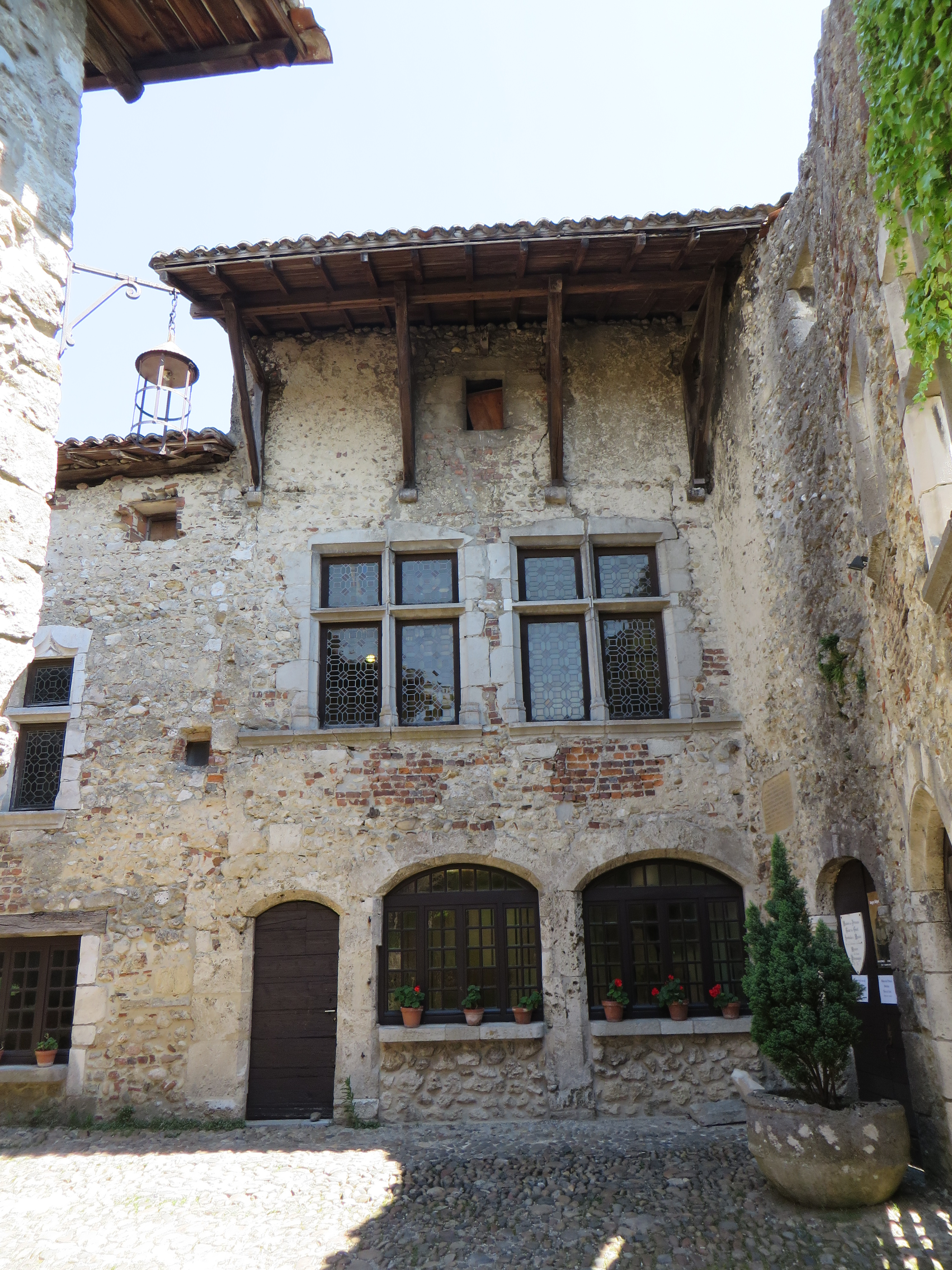
Maison du Prince.

On peut retenir la date de 1950 pour le démarrage de cette action. Une nouvelle équipe est à l’œuvre. Francique Thibaut succède à son père décédé avec la double casquette de maire et de secrétaire du Comité. Émile Bollaert en assume la présidence. Il comptera 153 membres deux ans plus tard. En septembre, le décret signé par le président du Conseil René Pléven interdit la construction sur les pentes de la cité dont le profil se détachera sur le ciel et lui conservera à tout jamais la fière image de citadelle veillant sur le plat pays. Il se trouve que cette année coïncide avec le troisième centenaire de la mort de Vaugelas, l’illustre grammairien qui porta le titre de baron de Pérouges : l’événement est célébré avec faste en juillet ! Six ans plus tard les autorités civiles vont trouver un puissant renfort dans la forte personnalité du chanoine Gonnet nommé desservant de la double paroisse de Meximieux et Pérouges. L’ecclésiastique se chargera avec un zèle impressionnant non seulement du toilettage de l’église Saint-Marie-Madeleine mais encore de l’enrichissement de son mobilier au point d'en faire un véritable musée religieux de grande qualité.

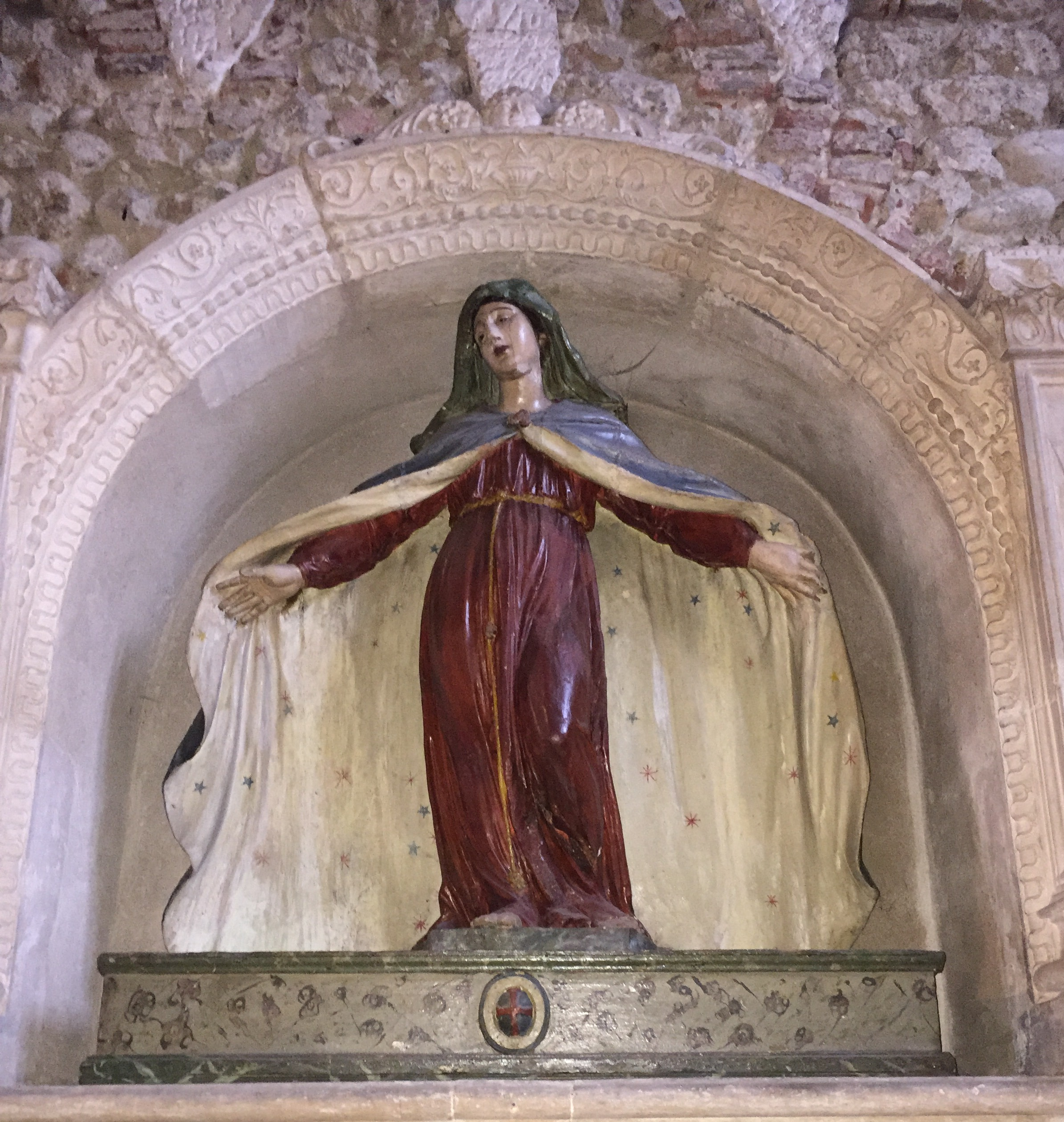
Statue de Notre Dame du gonfanon.
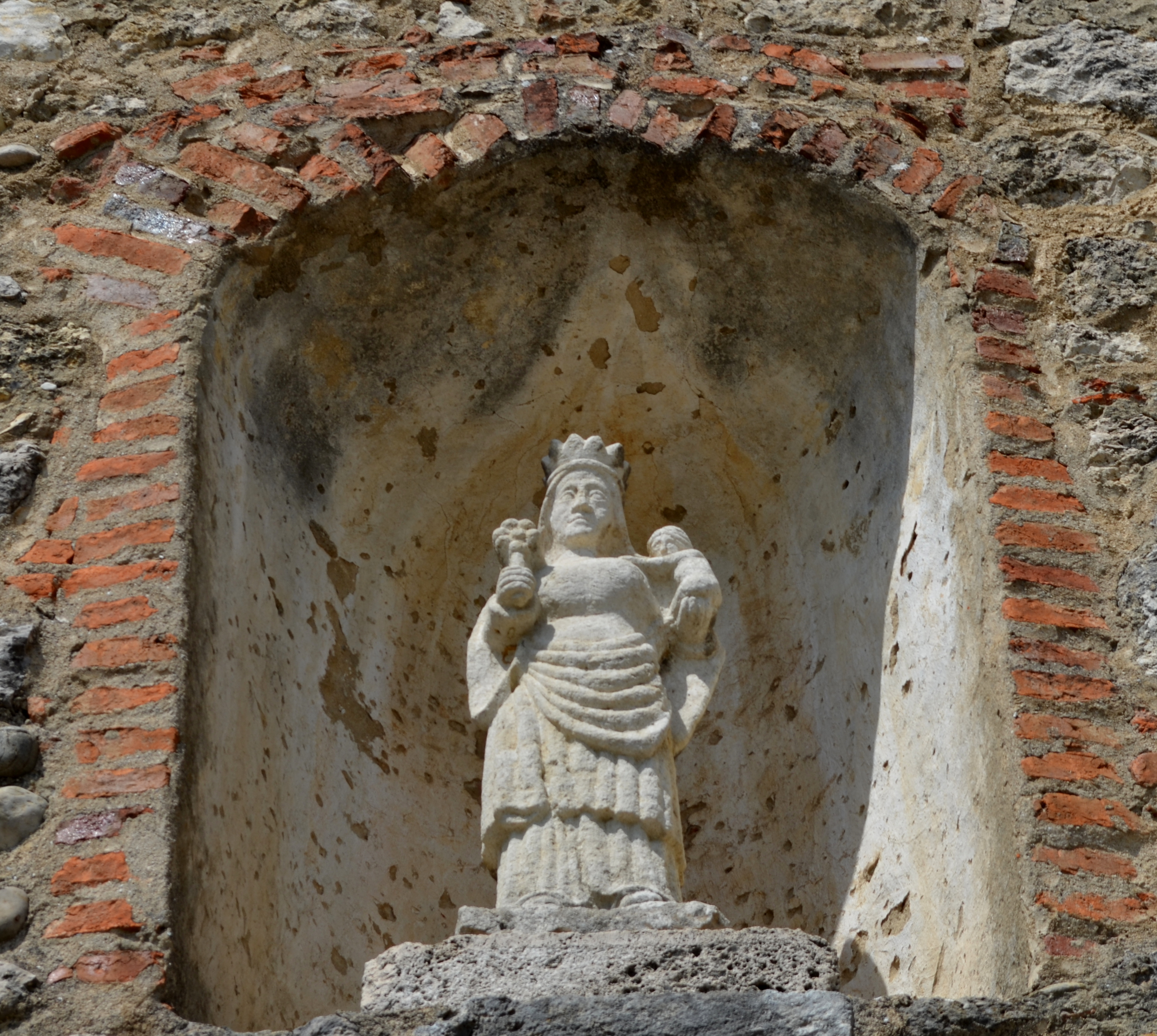
Statue de la Vierge à l'enfant.
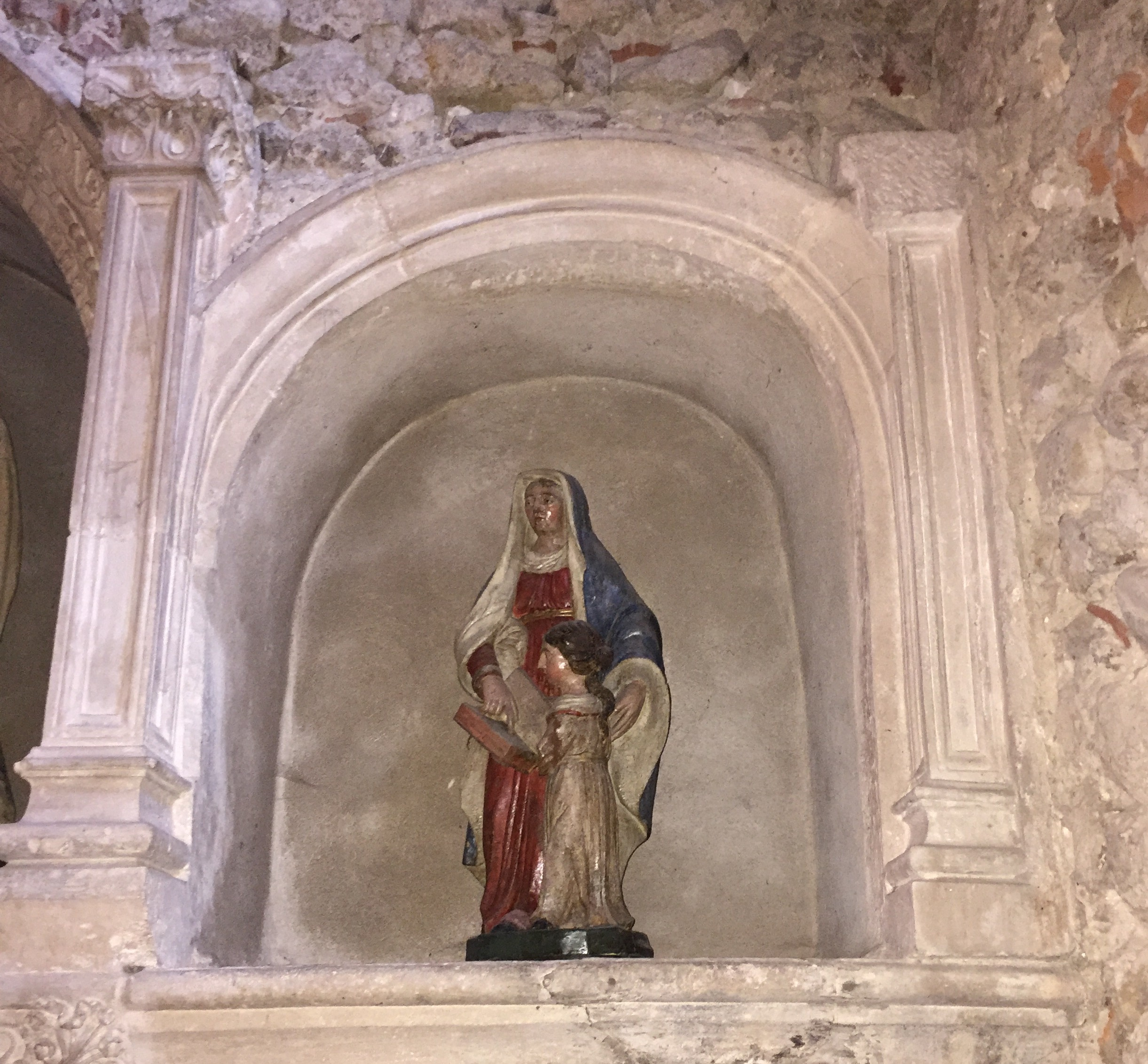
Statue de sainte Anne.
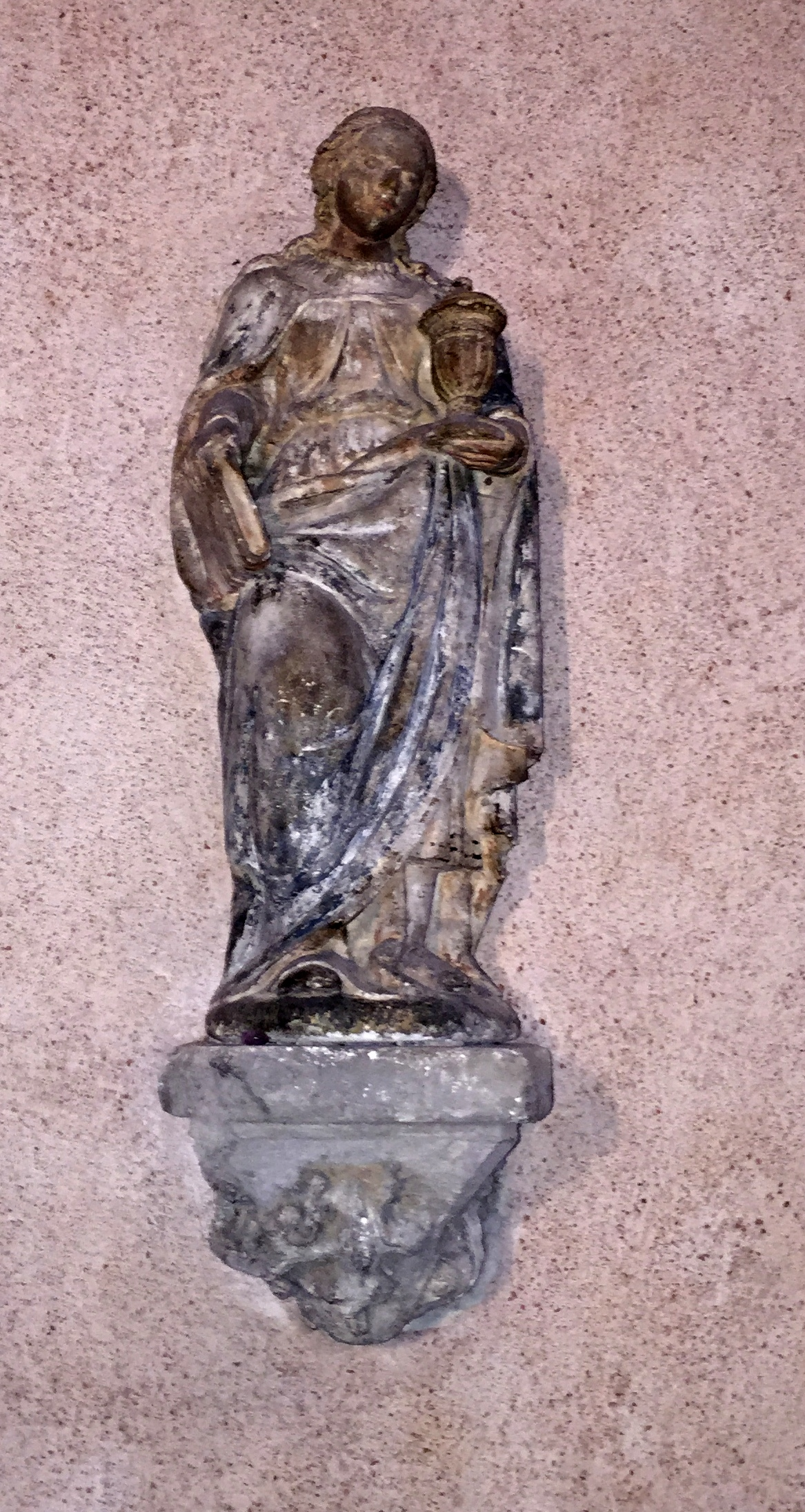
Statue de sainte Marie-Madeleine.

Le Comité ne l’avait pas attendu pour relever à partir de 1952 les ruines de la Maison des Princes où il devait transférer son siège en 1959. Dans un cadre ainsi rénové nombreux sont à s’installer des artisans d’art : tissage, reliure, poterie, sculpture.

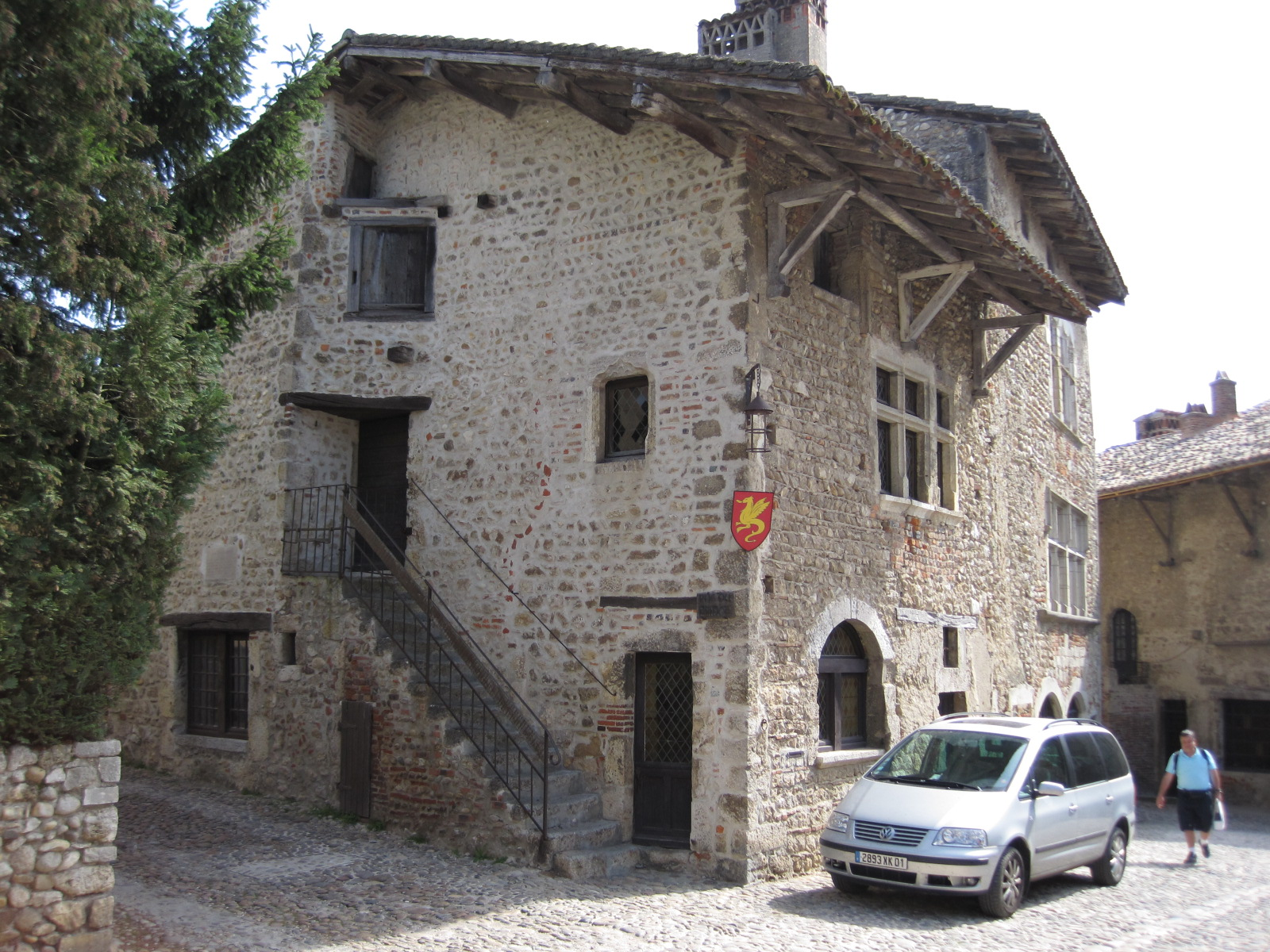
Maison Carrière.
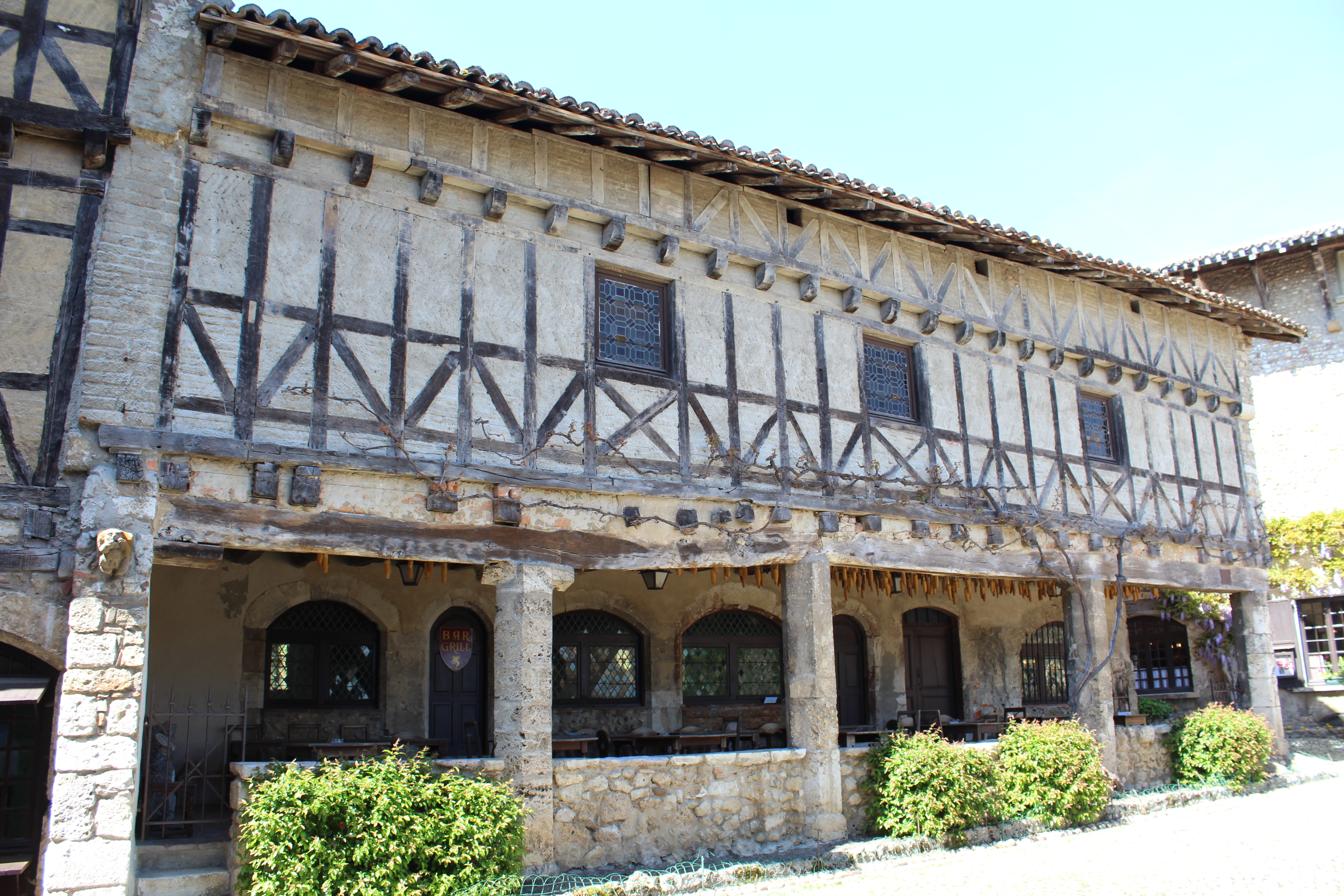
Maison Escoffier.
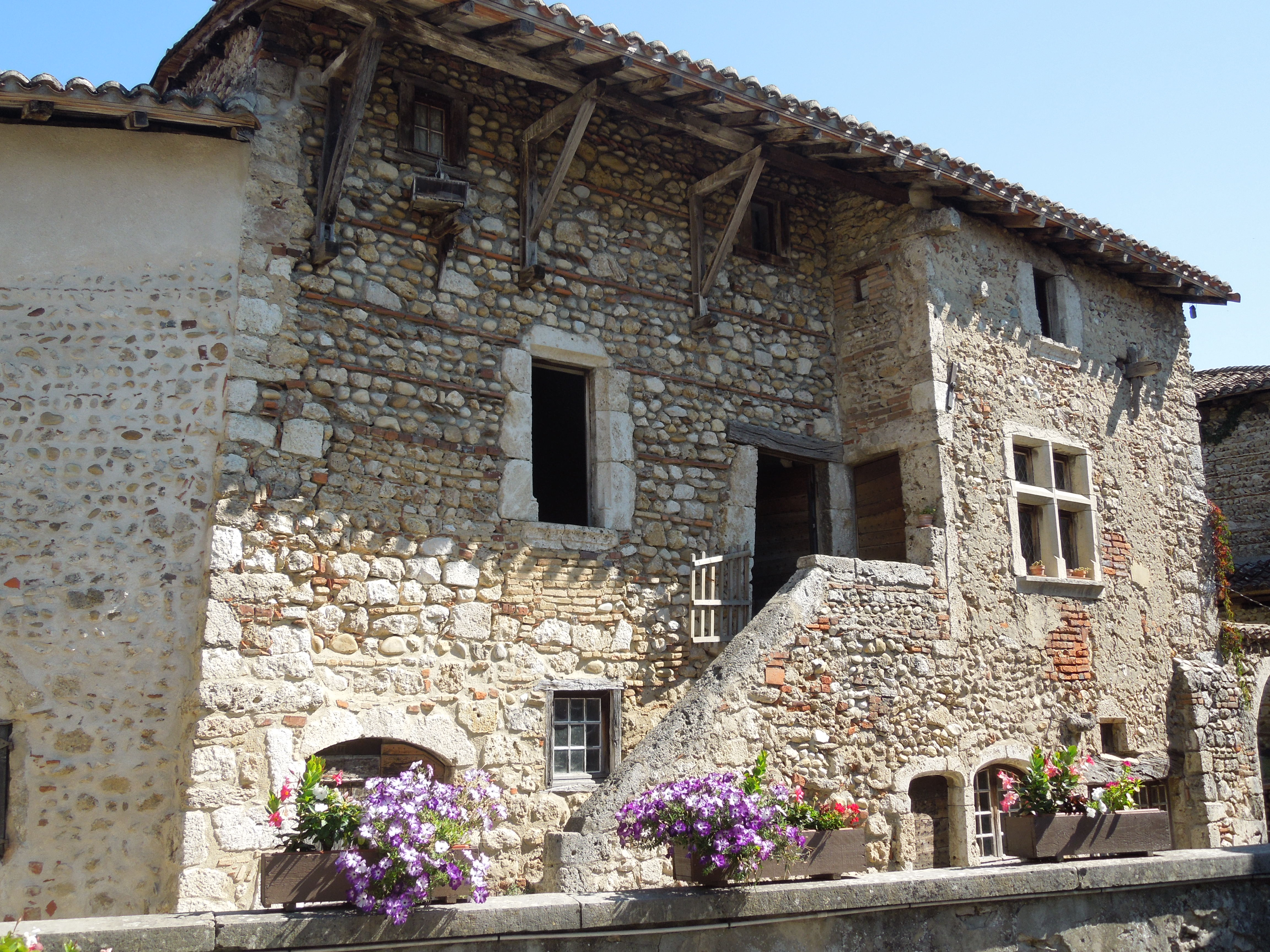
Maison Valensot.
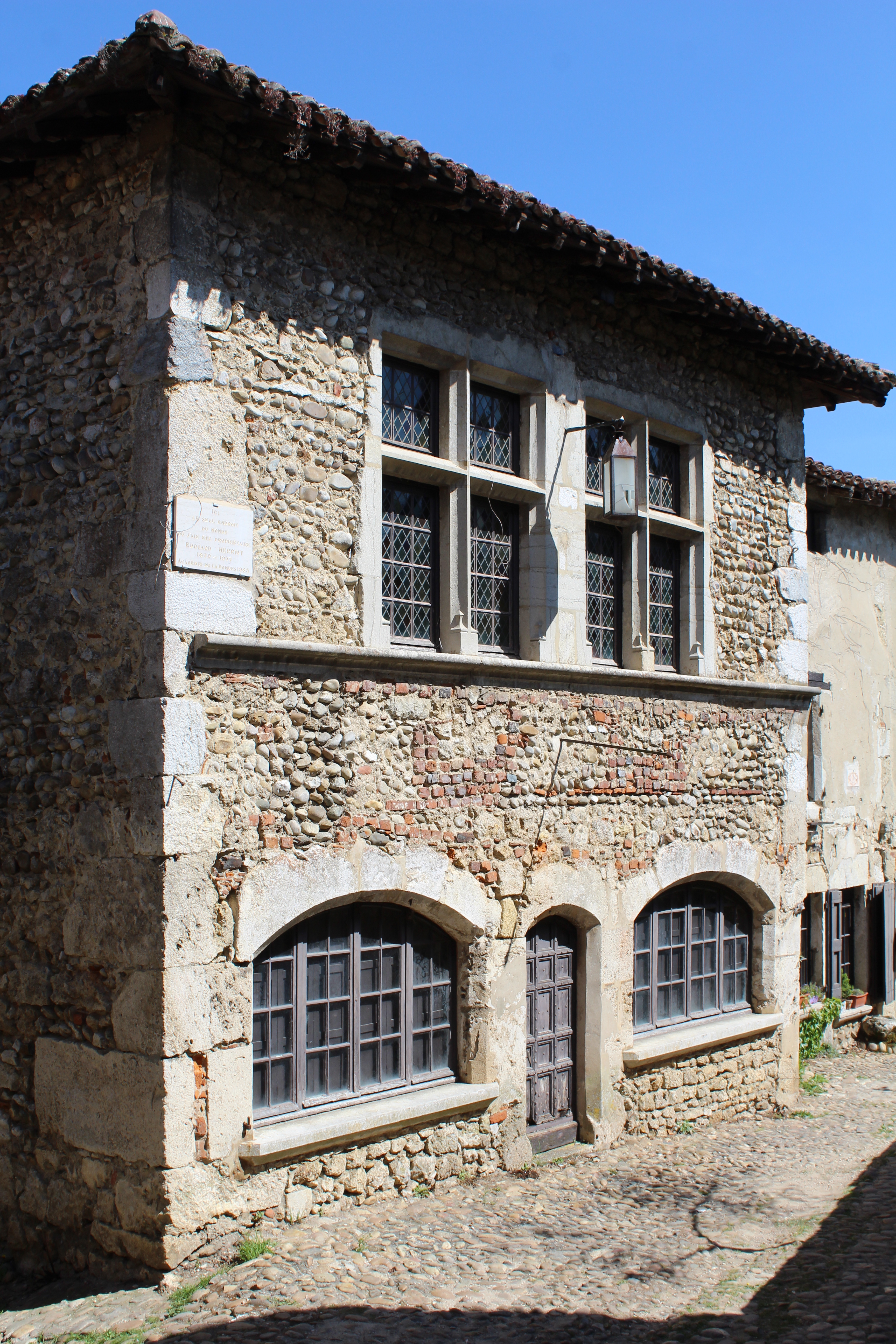
Maison Herriot.
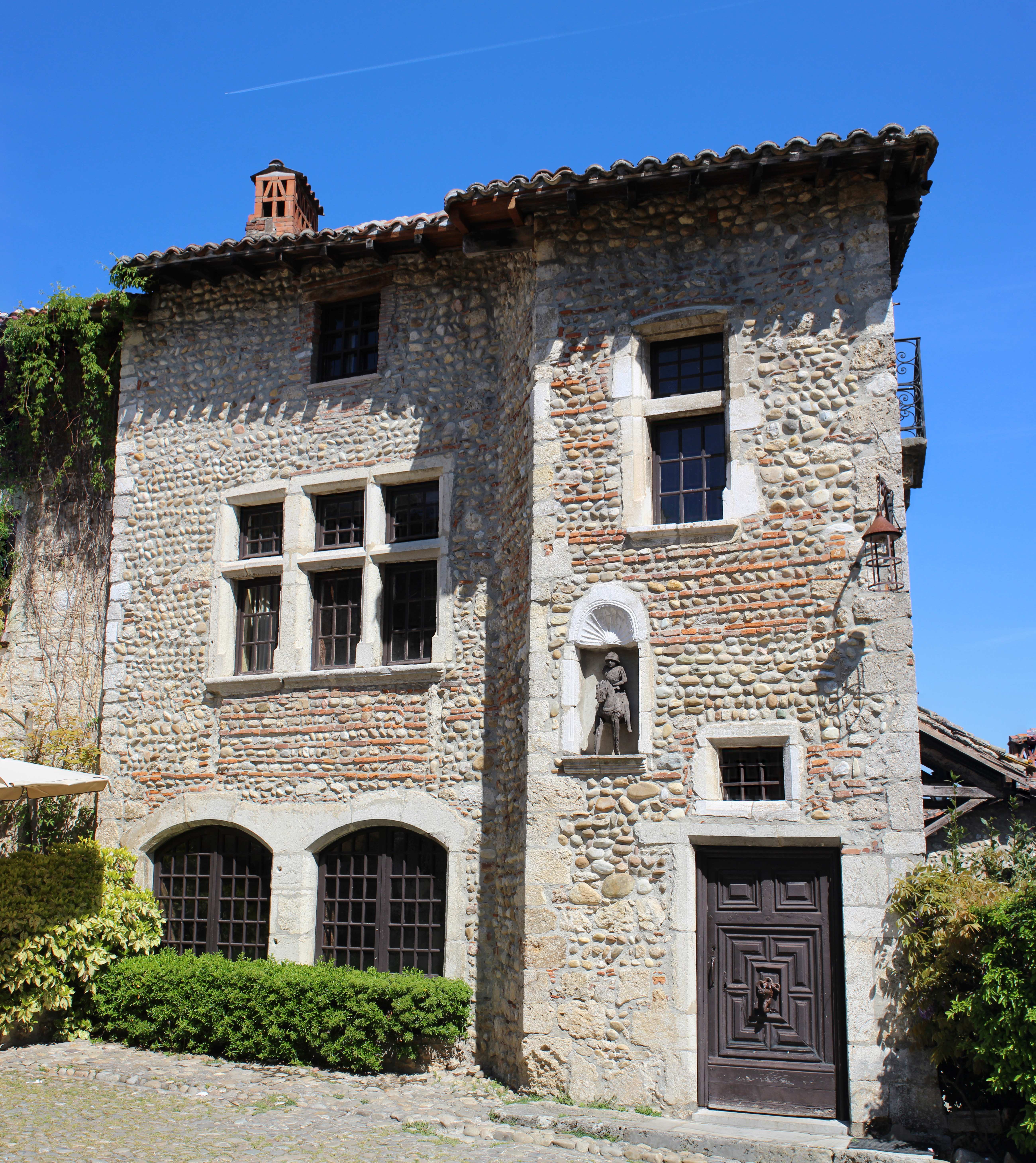
Maison petit saint Georges.
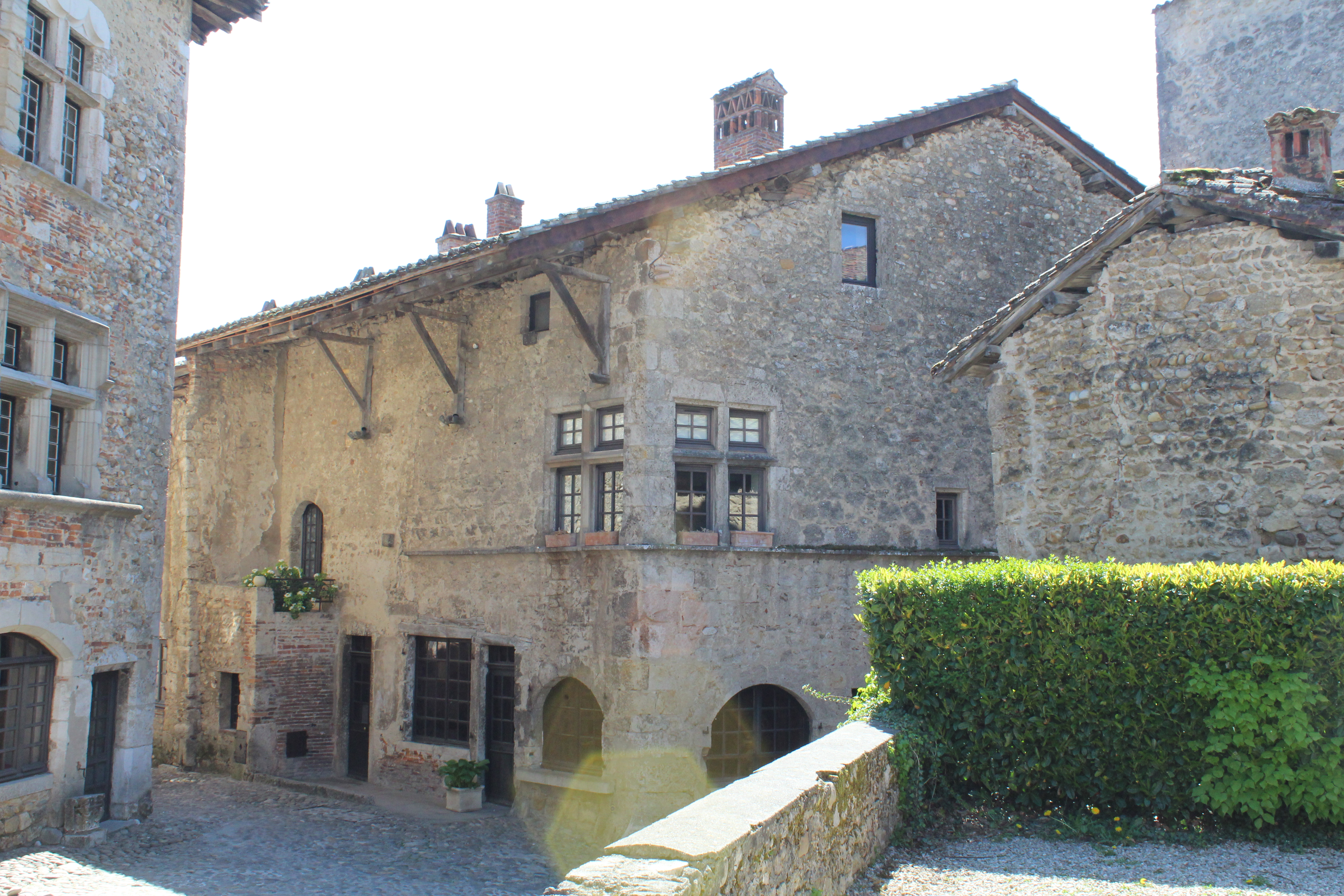
Maison Berges.
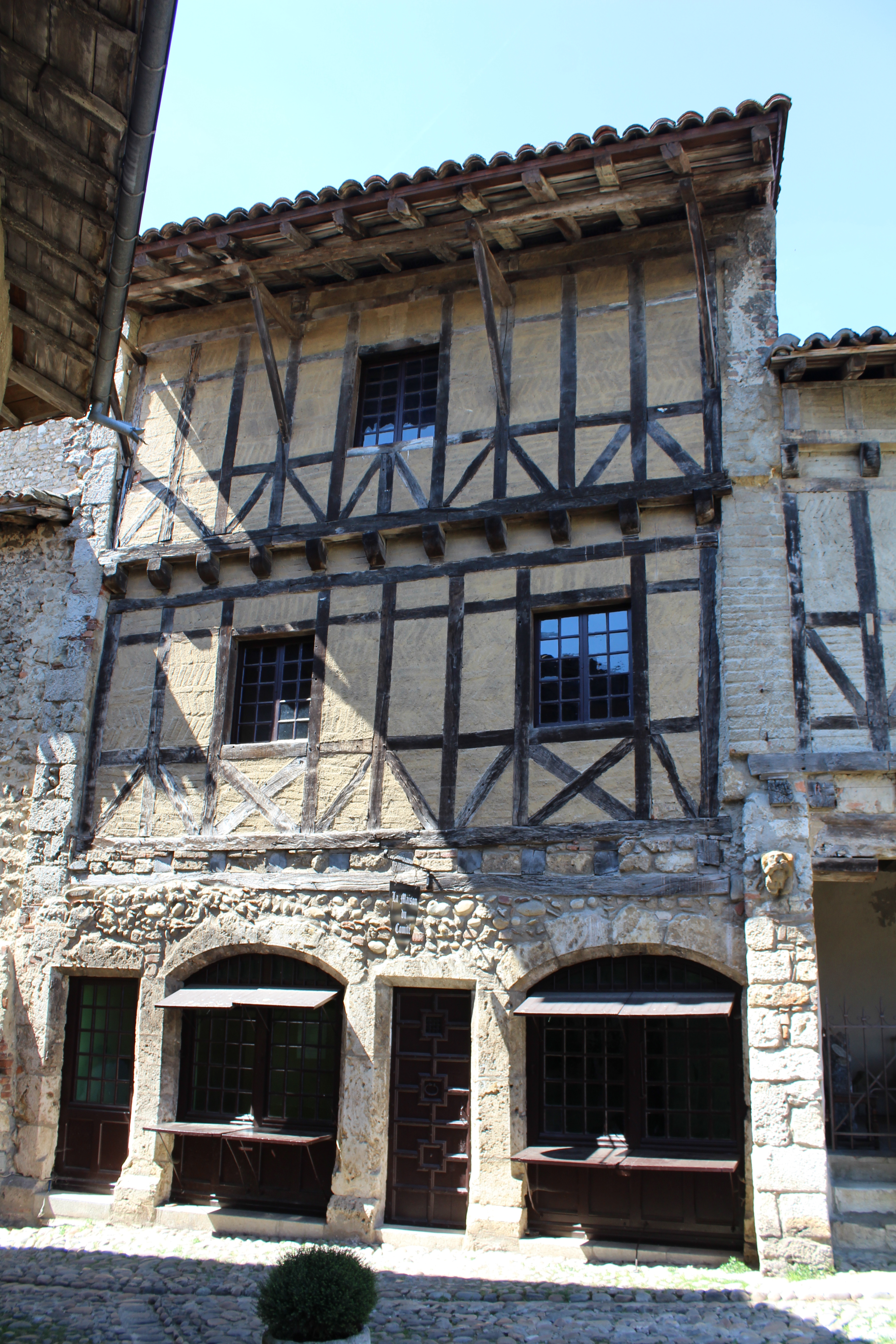
Maison Tacani.
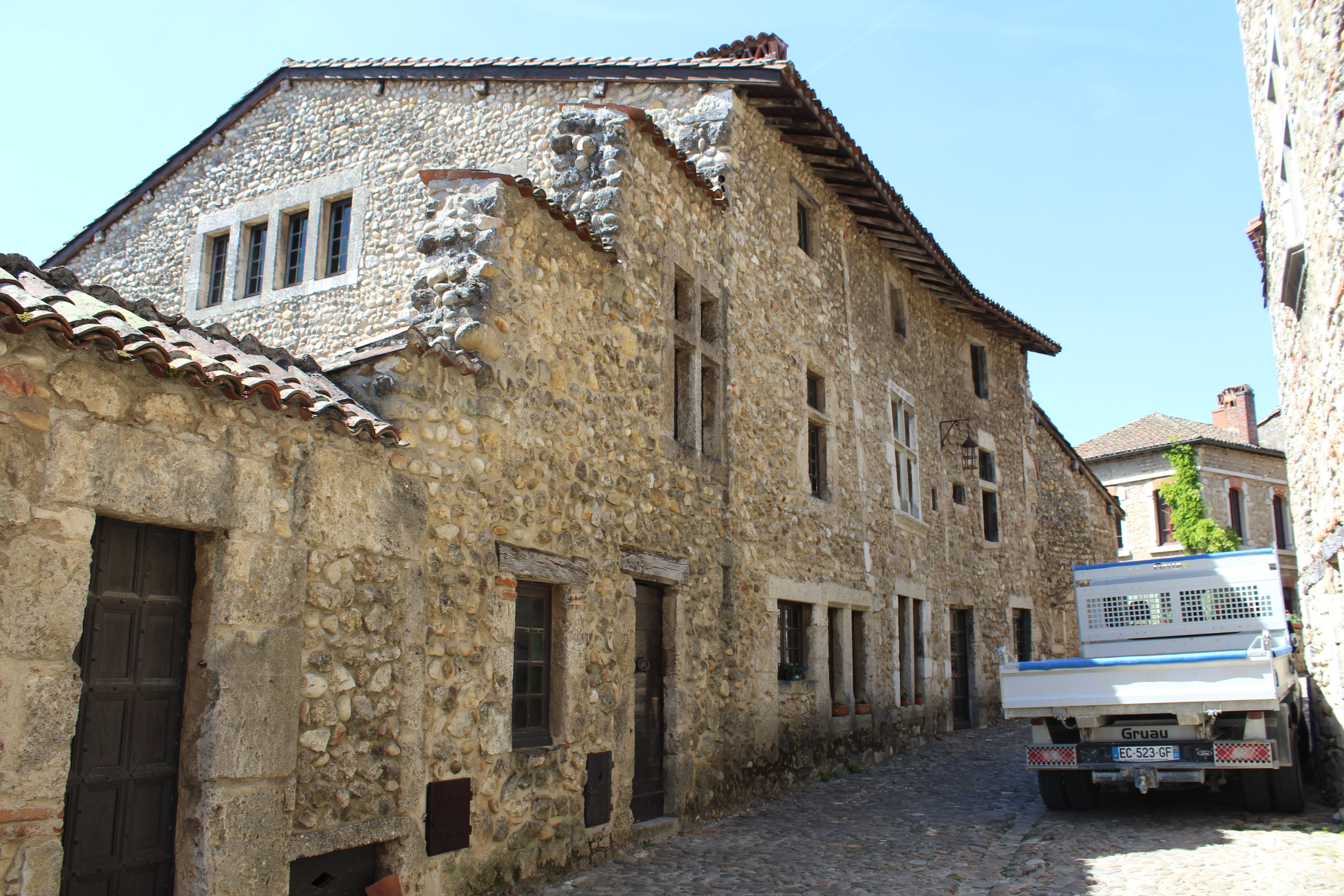
Maison Jourdan.

Ces efforts ne se relâcheront pas dans les deux décennies suivantes où l’on assiste à la relève aux postes de responsabilité. Au Comité, Georges Thibaut succède à son père décédé accidentellement en 1972 comme secrétaire général. Jacques Boyon, conseiller général et maire de Pont-d’Ain en prendra la présidence à la mort de Bollaert en 1978. Georges Soffray avait été, comme conseiller municipal de la première heure et premier adjoint, préparé à son rôle à la tête de la mairie de 1972 à 1989. L’œuvre de restauration se concentre sur des bâtiments de grande valeur symbolique comme la maison Carrière dans laquelle est transférée la mairie en 1963 ou la maison Cazin en 1976-1979. Pas de relâchement non plus dans l’animation culturelle de la cité. Les peintres sont particulièrement à l’honneur. Dans les années 1960, est organisée une rétrospective de ceux qui ont célébré Pérouges, même Utrillo venu en voisin du château de Saint-Bernard, près de Trévoux pour de brefs passages. En 1996 est instauré le Printemps musical appelé, succès aidant, à se reproduire d'année en année.
Pérouges s’est ainsi peu à peu attirée une grande notoriété qui lui a valu d’être classée en 1988 parmi les plus beaux villages de France. La grande foule des visiteurs anonymes profite depuis 1982 de la nouvelle autoroute A42 Lyon-Genève, dotée d’un échangeur en 1988. La clientèle de lointaine provenance dispose depuis 1975 de l’aéroport de Satolas (rebaptisé Saint-Exupéry). Quant aux privilégiés de la fortune, ils peuvent venir par avion personnel grâce à l’aérodrome créé en 1952 par une initiative privée sur la commune de Meximieux. Mais rien ne vaudra la publicité faite par la visite du président des États-Unis. Lorsque Raymond Barre, maire de Lyon et célèbre économiste, organise le G7 dans sa ville, l’ambassadrice Pamela Harriman est allée se rendre compte de l’intérêt que pourrait porter son président à la cité médiévale. La venue à Pérouges de Bill Clinton le 26 juin 1996, son discours en faveur de la paix sur la place du Tilleul avant le déjeuner à l’Ostellerie marqueront à jamais l’histoire de la cité,.

### LeXXIesiècle
Avec 485 habitants en 1968, la commune de Pérouges retrouve exactement sa population de 1911. Un demi-siècle plus tard (2017) elle est 2,5 fois plus nombreuse (1201 en 2017). Sur ces 1200, 80 seulement (6 à 7 %) habitent dans Le Clos, l’essentiel de l’habitat d’aujourd’hui ne se trouvant dans l’espace historique, cette situation étant identique à celle d’un très grand nombre de communes de la Côtière. Les statistiques de l'INSEE indiquent que 80 % des logements ont été construits depuis la fin de la Deuxième Guerre mondiale, le phénomène s'étant accentué depuis 1968. Les lotissements de pavillons individuels se sont développés en contrebas de la cité historique au Péage et à La Claye et ont gagné vers le nord le plateau dombiste, où ils jouissent d'une excellente exposition et d'un vaste panorama. Plus isolé, au milieu de la plaine alluviale, le vieux hameau de Rapan s'est aussi considérablement étoffé de nouvelles constructions.

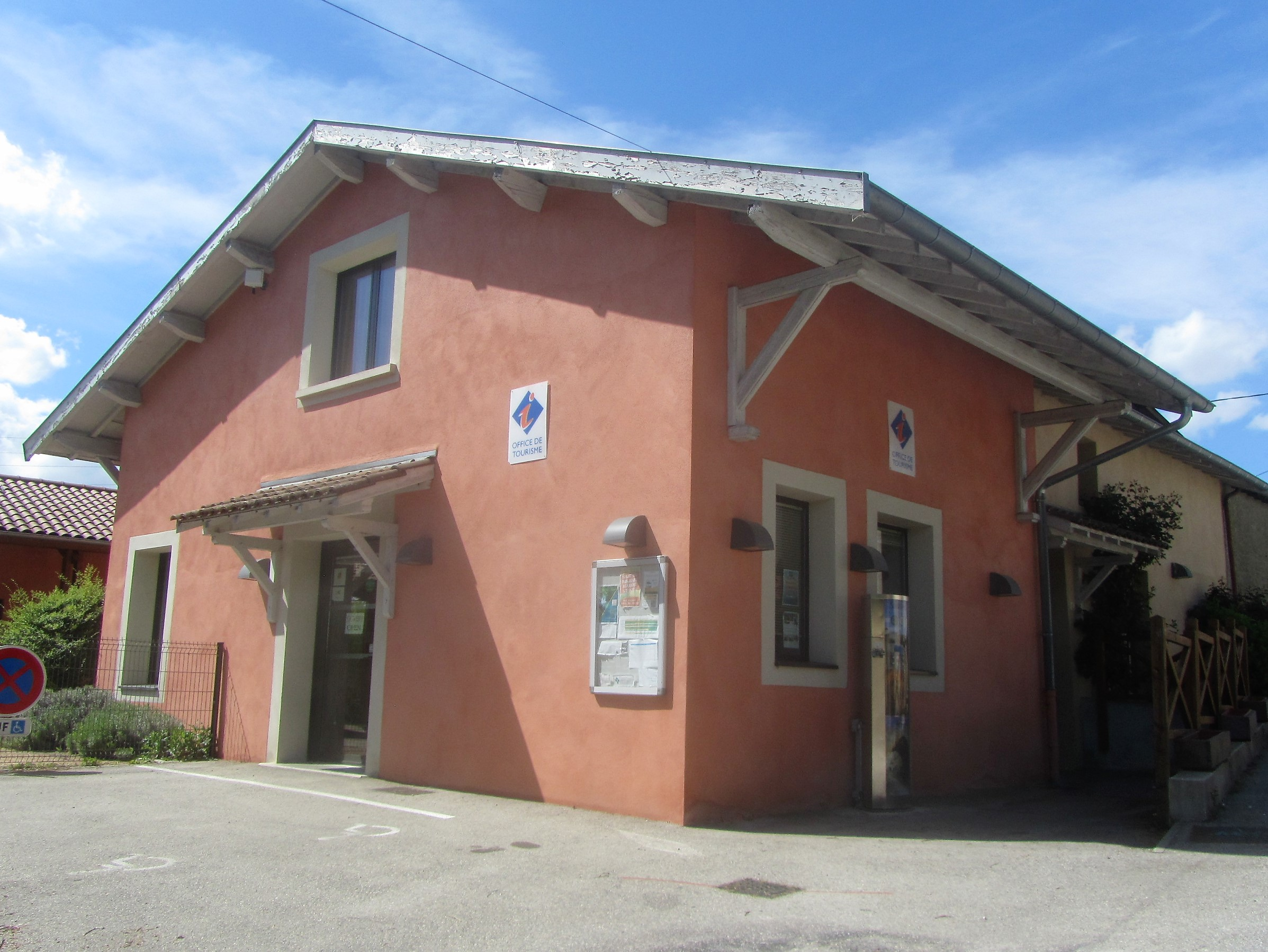
Office du tourisme.

Pour la municipalité, cette situation est tout à fait inédite. Elle se doit de répondre aux exigences de deux mondes différents. Sur la cité historique veille toujours le Comité du Vieux Pérouges avec une continuité d'esprit dont s'est porté garant Georges Thibaut, secrétaire général pendant 45 ans ; son fils Christophe au conseil d'administration assure la relève pour la quatrième génération. Le problème est celui de la gestion touristique d'un patrimoine reconstitué. Cela passe par des charges matérielles très prosaïques comme la construction d'un parking dimensionné au flot des visiteurs mais inséré discrètement dans le paysage (2011). Le Syndicat d'initiatives a été promu Office du Tourisme dans de nouveaux locaux et avec des fonctions étoffées. Il doit quotidiennement assurer l'accueil des visiteurs par des guides ayant reçu une formation spécifique. La régulation de ce flot est partiellement maîtrisé par la programmation des événements tout au long de l'année, du carnaval vénitien d'avril suivi du Printemps musical de Pérouges jusqu'au Marché de Noël en passant par la fête des Médiévales en été et les Automnales axées sur le thème des vendanges. S'il est facilement concevable de répondre à l'attente d'une élite attirée par des conférences, il faut aussi se préoccuper de la dérive vers un tourisme de masse posant des problèmes de banalisation, d'entassement, voire de sécurité.

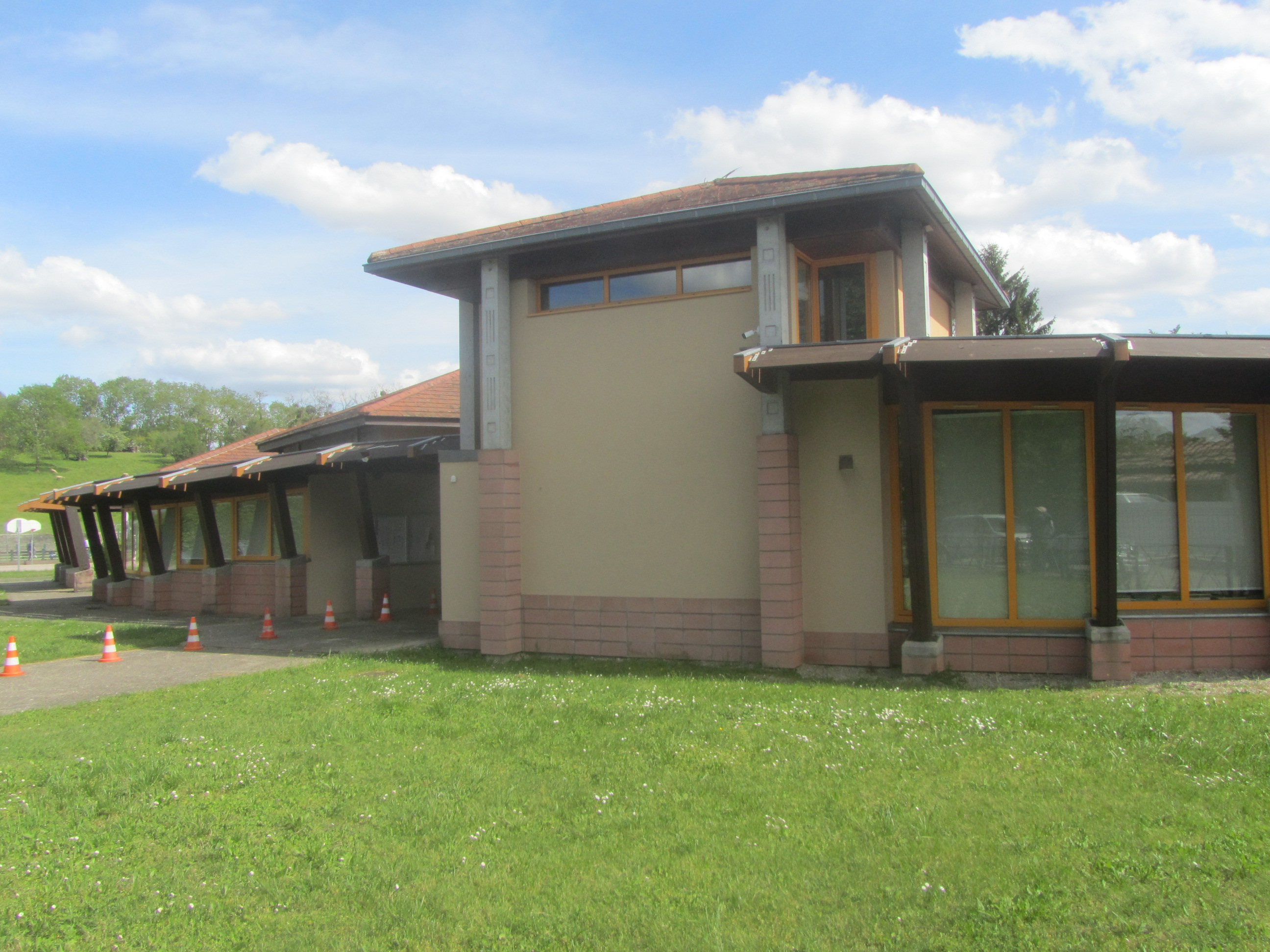
École primaire de Pérouges.

Tout en reconnaissant l'importance du tourisme en termes de notoriété, de recettes et d'emplois directs ou induits, la population des lotissements a ses priorités propres. La vie quotidienne est celle d'une commune-dortoir rythmée par les migrations alternantes de travail en direction de Meximieux, de la plaine de l'Ain ou de la métropole lyonnaise. La voiture y satisfait dans les neuf dixièmes des cas. Dans ses temps de loisirs, elle entend assouvir son besoin de nature sur les sentiers de randonnée, à la découverte du patrimoine rural. Quant aux services quotidiens, la vieille cité ne pouvait plus y répondre. Pour faire face au grand nombre d'élèves, à leur besoin de sécurité, à l'accessibilité il a fallu construire un grand groupe scolaire au Péage qui accueille également les enfants de Bourg-Saint-Christophe. Alors que le même type de problème semblait avoir été résolu s'agissant du corps de pompiers par son transfert hors de la cité, il a fallu se résoudre à le fusionner avec celui de Meximieux en 2005. On constate ainsi que le cadre traditionnel ne répond plus aux exigences de la vie contemporaine. L'unanimité ne se fait pas sur l'idée récurrente d'une fusion avec Meximieux. En revanche, la formule d'association volontaire avec d'autres communes s'est avérée nécessaire pour l'organisation rationnelle et la rentabilité de certains services sous la forme de SVU, syndicat à vocation unique (syndicat des eaux avec Meximieux, Bourg-Saint-Christophe et Villieu) puis de SIVOM à vocations multiples à partir de 1995 regroupant 33 communes. Depuis 2001, pour se conformer à la loi, celles-ci ont dû se regrouper sous la forme de la Communauté de communes de la vallée de l'Ain. Elles ont été rejointes le 1er janvier 2017 par 20 autres de la vallée de l'Albarine. Mais aucune de ces collectivités ne peut prétendre ravir à Pérouges son rôle de pôle touristique. Sa notoriété s'est encore accrue en 2013 : Pérouges a été classée 4e sur 22, à l'émission présentée par Stéphane Bern[réf. nécessaire], Le Village préféré des Français grâce à la mobilisation de la commune, des habitants et de l'office de tourisme.

## Politique et administration

### Administration municipale
L'équipe municipale est composée de quinze membres, dont un maire et quatre adjoints.

### Liste des maires
Liste de l'ensemble des maires qui se sont succédé à la mairie de la commune :
| \| Période \| Période \| Identité \| Étiquette \| Qualité \| \| ---------------------------------------- \| --------- \| -------------------------------------- \| --------- \| ------- \| \| 1805 \| 1809 \| Jacques Serdan \| \| \| \| janv 1809 \| 1817 \| Gabriel Honoré Passerat de La Chapelle \| \| \| \| juin 1817 \| 1832 \| Antoine Pascalon \| \| \| \| mars 1832 \| \| André Garnier \| \| \| \| \| \| Claude Gerlier \| \| \| \| \| \| Claude Monnet \| \| \| \| \| 1874 \| Germain Cortot \| \| \| \| mars 1874 \| 1877 \| Paul Honoré Passerat de La Chapelle \| \| \| \| août 1877 \| 1881 \| Germain Cortot \| \| \| \| janvier 1881 \| 1884 \| Antoine Janin \| \| \| \| juin 1884 \| 1888 \| Germain Cortot \| \| \| \| juin 1888 \| 1891 \| Clément-François Raffet \| \| \| \| juin 1891 \| \| Jean Janin \| \| \| \| \| \| Antonin Bardon \| \| \| \| \| \| Claude-Pierre Gerlier \| \| \| \| \| \| Jean-Marie Truchon \| \| \| \| \| \| Paul Bouveyron \| \| \| \| 1945 \| 1972 \| Francisque Thibaut \| \| \| \| avant 1981 \| \| Georges Soffray \| \| \| \| juin 1989 \| 2001 \| Guy Passerat de La Chapelle \| \| \| \| mars 2001 \| 2008 \| Marie-Josèphe Cinquin \| \| \| \| mars 2008 \| juin 2023 \| Paul Vernay \| EÉLV \| Artisan \| \| juin 2023 \| En cours \| Nathalie Magnon-Micolas[70] \| \| \| \| Les données manquantes sont à compléter. \| \| \| \| \| |           |                                        |           |         |
| Période | Période   | Identité                               | Étiquette | Qualité |
| 1805 | 1809      | Jacques Serdan                         |           |         |
| janv 1809 | 1817      | Gabriel Honoré Passerat de La Chapelle |           |         |
| juin 1817 | 1832      | Antoine Pascalon                       |           |         |
| mars 1832 |           | André Garnier                          |           |         |
| |           | Claude Gerlier                         |           |         |
| |           | Claude Monnet                          |           |         |
| | 1874      | Germain Cortot                         |           |         |
| mars 1874 | 1877      | Paul Honoré Passerat de La Chapelle    |           |         |
| août 1877 | 1881      | Germain Cortot                         |           |         |
| janvier 1881 | 1884      | Antoine Janin                          |           |         |
| juin 1884 | 1888      | Germain Cortot                         |           |         |
| juin 1888 | 1891      | Clément-François Raffet                |           |         |
| juin 1891 |           | Jean Janin                             |           |         |
| |           | Antonin Bardon                         |           |         |
| |           | Claude-Pierre Gerlier                  |           |         |
| |           | Jean-Marie Truchon                     |           |         |
| |           | Paul Bouveyron                         |           |         |
| 1945 | 1972      | Francisque Thibaut                     |           |         |
| avant 1981 |           | Georges Soffray                        |           |         |
| juin 1989 | 2001      | Guy Passerat de La Chapelle            |           |         |
| mars 2001 | 2008      | Marie-Josèphe Cinquin                  |           |         |
| mars 2008 | juin 2023 | Paul Vernay                            | EÉLV      | Artisan |
| juin 2023 | En cours  | Nathalie Magnon-Micolas                |           |         |
| Les données manquantes sont à compléter. |           |                                        |           |         |

### Jumelages
La commune n'a pas développé d'association de jumelage.

## Population et société

### Démographie
L'évolution du nombre d'habitants est connue à travers les recensements de la population effectués dans la commune depuis 1793. Pour les communes de moins de 10 000 habitants, une enquête de recensement portant sur toute la population est réalisée tous les cinq ans, les populations de référence des années intermédiaires étant quant à elles estimées par interpolation ou extrapolation. Pour la commune, le premier recensement exhaustif entrant dans le cadre du nouveau dispositif a été réalisé en 2006.
En 2022, la commune comptait 1 382 habitants, en évolution de +14,69 % par rapport à 2016 (Ain : +5,15 %, France hors Mayotte : +2,11 %).
| 1793 | 1800 | 1806 | 1821 | 1831 | 1836 | 1841 | 1846 | 1851 |
| ---- | ---- | ---- | ---- | ---- | ---- | ---- | ---- | ---- |
| 814  | 898  | 821  | 873  | 843  | 834  | 902  | 899  | 920  |

| 1856 | 1861 | 1866 | 1872 | 1876 | 1881 | 1886 | 1891 | 1896 |
| ---- | ---- | ---- | ---- | ---- | ---- | ---- | ---- | ---- |
| 919  | 901  | 890  | 806  | 801  | 726  | 706  | 665  | 599  |

| 1901 | 1906 | 1911 | 1921 | 1926 | 1931 | 1936 | 1946 | 1954 |
| ---- | ---- | ---- | ---- | ---- | ---- | ---- | ---- | ---- |
| 538  | 536  | 483  | 364  | 427  | 429  | 447  | 447  | 456  |

| 1962 | 1968 | 1975 | 1982 | 1990 | 1999  | 2006  | 2011  | 2016  |
| ---- | ---- | ---- | ---- | ---- | ----- | ----- | ----- | ----- |
| 474  | 489  | 531  | 658  | 851  | 1 103 | 1 189 | 1 203 | 1 205 |

| 2021  | 2022  | - | - | - | - | - | - | - |
| ----- | ----- | - | - | - | - | - | - | - |
| 1 346 | 1 382 | - | - | - | - | - | - | - |

### Manifestations culturelles et festivités
Depuis 1996, a lieu le festival du Printemps de Pérouges qui accueille, chaque année de fin avril à mi-juin, des chanteurs et des musiciens issus de la variété, de la chanson française, du jazz, du rock, de la musique urbaine ou classique.
En 1996, Bill Clinton visite Pérouges à l'occasion du G7 de Lyon : il est reçu par le maire Guy Passerat de La Chapelle.
Depuis l'an 2000, tous les ans, la cité médiévale de Pérouges accueille la fête médiévale le temps d'un week-end. En 2009, l'Office municipal des fêtes de Pérouges a organisé cette journée le dimanche 5 juillet.

## Économie
La cité de Pérouges a été une ville d'artisans pendant le Moyen Âge. Les principales ressources étaient issues de la culture et du tissage de la toile. Aujourd'hui, le tourisme et l'artisanat d'art a pris leurs places.

### Revenus de la population et fiscalité
Selon l'enquête de l'INSEE en 1999, les revenus moyens par ménage sont de l'ordre de 22 183 euros par an, alors que la moyenne nationale est de 15 027 euros par an. Il n'y a pas de redevables de l'impôt de solidarité sur la fortune (ISF) à Pérouges.

### Emploi
En 1999, la population de Pérouges se répartissait à 46,1 % d'actifs, ce qui est légèrement supérieur au 45,2 % d'actifs de la moyenne nationale, 16 % de retraités, un chiffre inférieur au 18,2 % national. On dénombrait également 27,9 % de jeunes scolarisés et 10,1 % d'autres personnes sans activité.
Le taux d'activité de la population des 20 à 59 ans de Pérouges était de 83 %, avec un taux de chômage de 6,9 %, donc bien inférieur à la moyenne nationale de 12,9 % de chômeurs.
Répartition des emplois par domaine d'activité
|                             | Agriculteurs | Artisans, commerçants, chefs d'entreprise | Cadres, professions intellectuelles | Professions intermédiaires | Employés | Ouvriers |
| --------------------------- | ------------ | ----------------------------------------- | ----------------------------------- | -------------------------- | -------- | -------- |
| Pérouges                    | 2,3 %        | 10,9 %                                    | 15,6 %                              | 26 %                       | 20,3 %   | 39 %     |
| Moyenne nationale           | 2,4 %        | 6,4 %                                     | 12,1 %                              | 28,1 %                     | 24,2 %   | 18,8 %   |
| Sources des données : INSEE |              |                                           |                                     |                            |          |          |

## Culture et patrimoine

### Lieux et monuments
Plus de quatre-vingt édifices sont classés ou inscrits au registre des monuments historiques.

#### Monuments civils
- La Porte d'En-Bas
- La Porte d'En-Haut est l'ancienne entrée principale de la cité médiévale.
- La rue des Rondes qui a conservé son aspect de jadis avec ses toits en auvent et les crochets de pierre qui signent les maisons de tisserands.
- La rue des Princes ancienne rue principale de la cité médiévale.
- Le château restauré est cité vers 1130 aux mains de Guichard d'Anthon, vassal des comtes de Forez et de Lyon[79].

#### Monuments religieux
L'église Sainte-Marie-Madeleine, construite au XVe siècle, est également l'un des rares exemples d'église-forteresse au monde puisque trois de ses murs étaient aveugles et participaient à la défense du bourg. Le bas-côté gauche accueille un chemin de ronde en son sommet.

#### Patrimoine naturel et culturel
La place du Tilleul, place centrale avec un tilleul bicentenaire, symbole de la Liberté, planté juste après la Révolution française. La place est entourée de magnifiques maisons en pans de bois et encorbellement, dont l'hostellerie du Vieux Pérouges du XIIIe siècle, tenue par une ancienne famille de la cité. Cette auberge a servi de décor à plusieurs films.

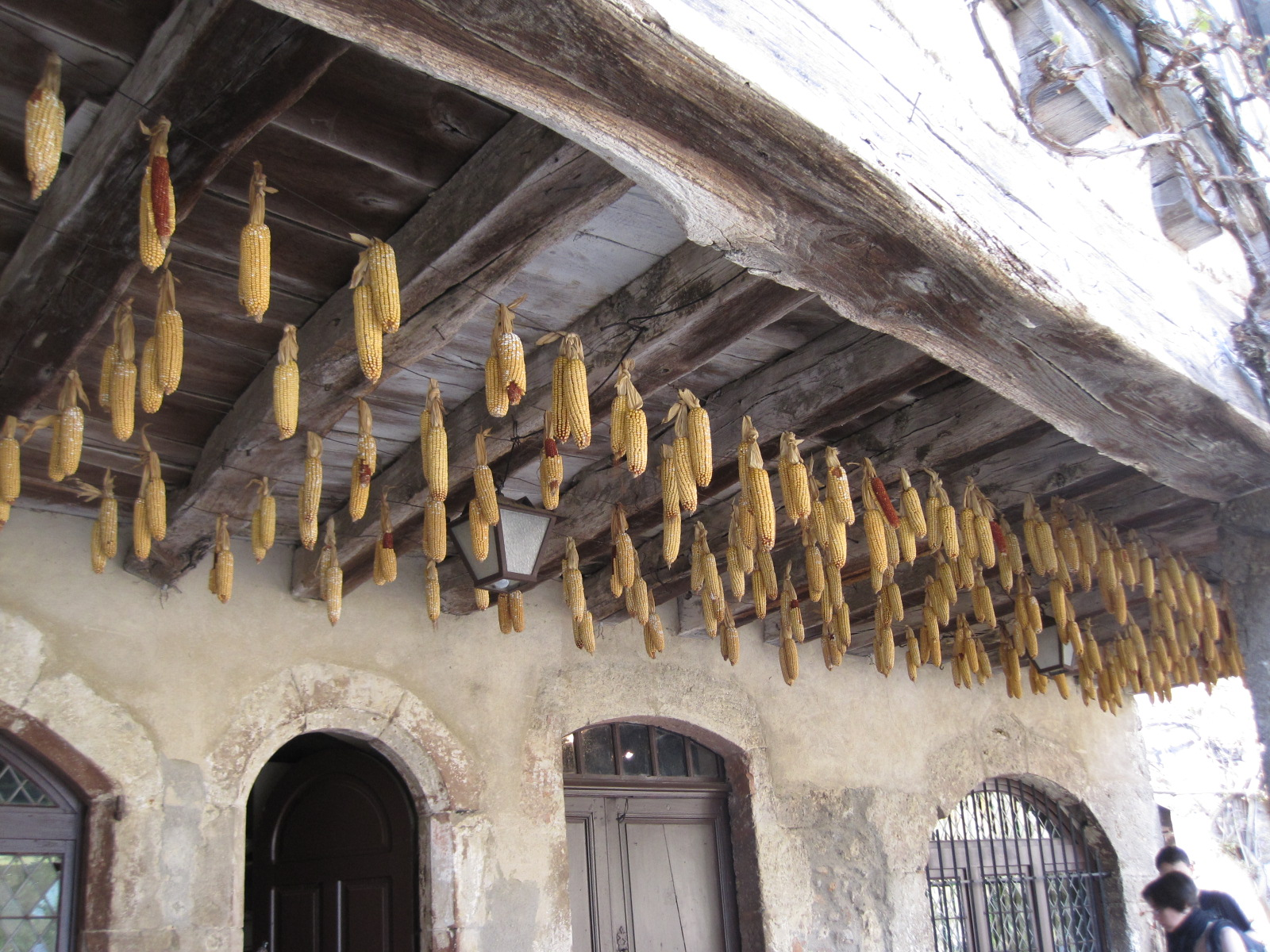
Panouilles de maïs.
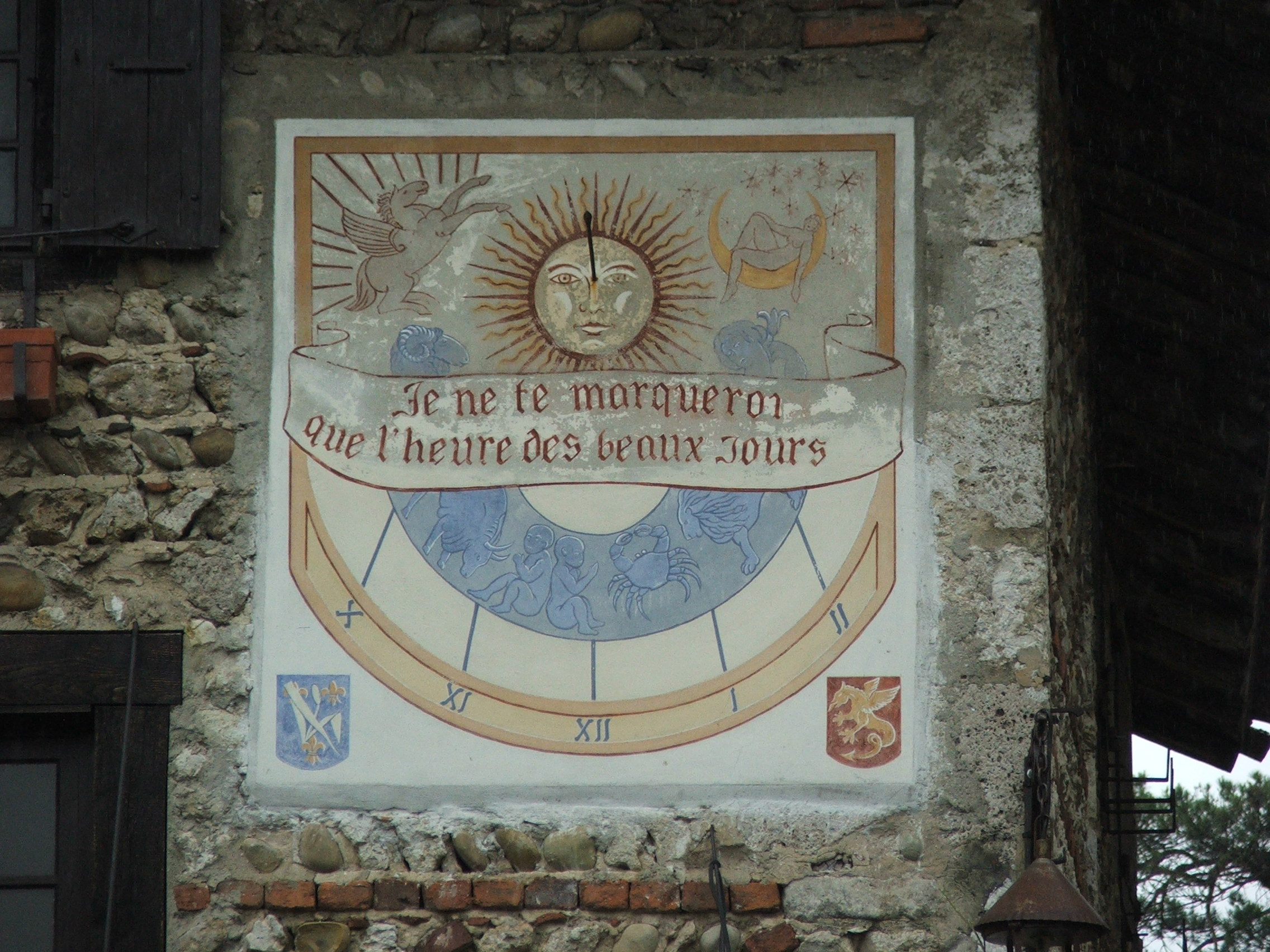
Maison du Cadran Solaire.
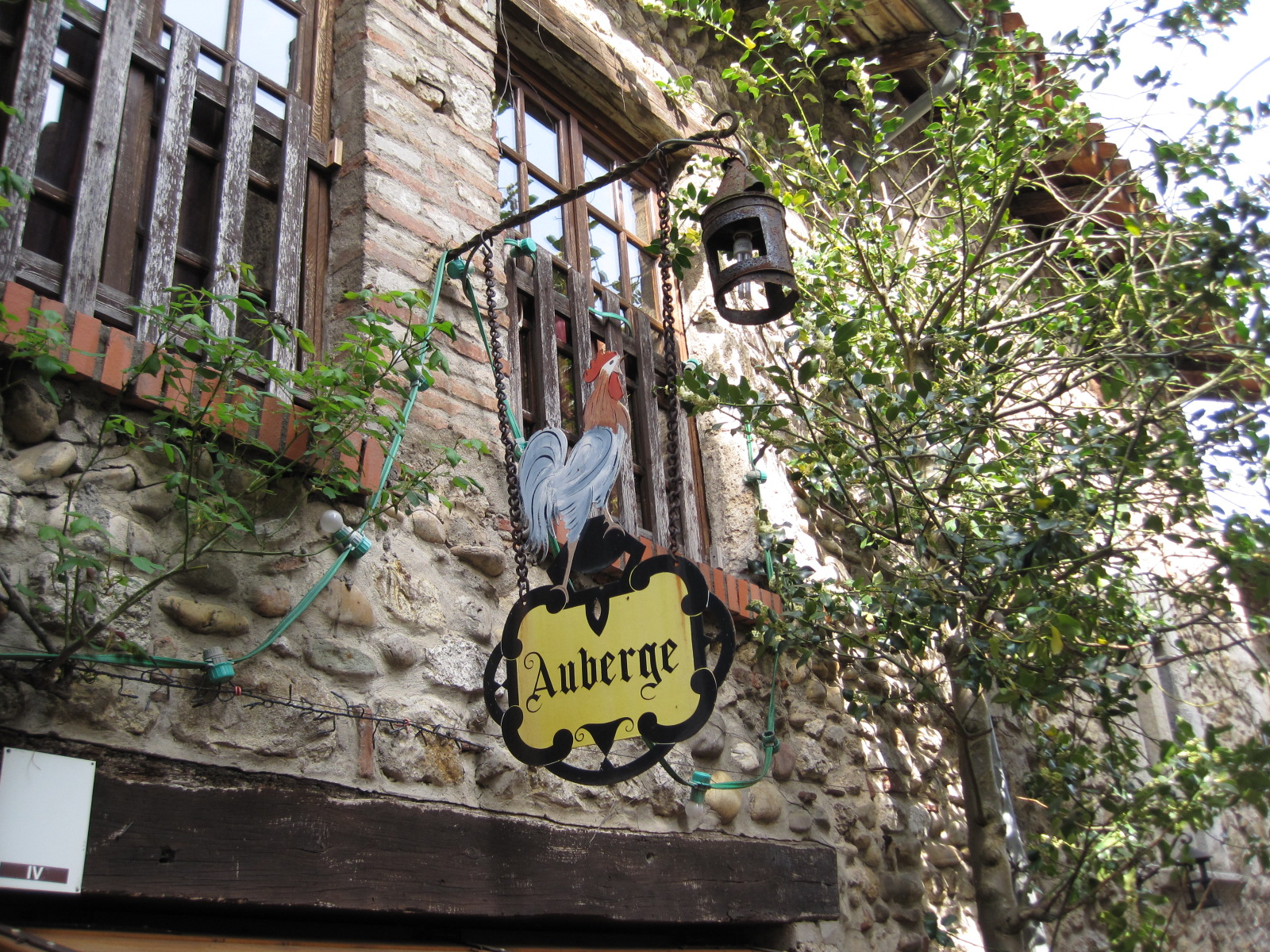
Enseigne.

La galette au sucre de Pérouges, est un dessert à base de farine, de beurre, d'œuf, de zeste de citron et de sucre. Elle s'apparente à une tarte au sucre régionale avec une recette spéciale déposée en 1912.
Le musée du Vieux Pérouges, installé dans la Maison du Prince, permet de visiter une partie de l'ancienne maison du châtelain avec sa tour de guet et son hortulus (planté au XXe siècle). Il présente une série d'objets liés à l'histoire de Pérouges et de ses environs : armes, armures, objets de la vie quotidienne, mobilier, vaisselle, monnaies, cartes et ouvrages historiques.
Le comité de conservation du vieux Pérouges organise en la Maison du Prince (résidence des ducs de Savoie) des expositions d'art contemporain du printemps à l'automne et présente des artistes mondialement reconnus (peinture, sculpture, tapisserie).

### Dans la fiction

#### Films tournés à Pérouges
- 1921 : Les Trois Mousquetaires de Henri Diamant-Berger
- 1924 : Mandrin de Henri Fescourt
- 1932 : Les Trois Mousquetaires de Henri Diamant-Berger
- 1947 : Monsieur Vincent de Maurice Cloche
- 1961 : Les Trois Mousquetaires : Les Ferrets de la reine de Bernard Borderie
- 1961 : Les Trois Mousquetaires : La Vengeance de Milady de Bernard Borderie
- 1964 : Angélique, Marquise des anges de Bernard Borderie
- 1976 : Ces beaux messieurs de Bois-Doré mini-série télévisée de Bernard Borderie
- 1982 : Le veneur noir, téléfilm français de Paul Planchon
- 1983 : Par ordre du Roy série télévisée française de Pierre Dumayet et Michel Mitrani
- 1993 : L'Heure du cochon (The Hour of the Pig) de Leslie Megahey[81]
- 2010 : Isabelle disparue de Bernard Stora, téléfilm tourné du 28 septembre au 29 octobre 2010. Certaines scènes ont été tournées au château de Fléchères de Fareins.

#### Dans la littérature
- L'action du roman Les Six Compagnons et la Perruque rouge (1964) se déroule quasi-exclusivement à Pérouges.

### Héraldique
| Blason de Pérouges | Blason  | De gueules au dragon d'or. |
| Blason de Pérouges | Détails | Ce blason de gueules au dragon d’or a été offert par Guichard Ier, sire d’Anthon en Dauphiné et seigneur de Pérouges. Il est le symbole de la reconnaissance du courage des habitants de la commune lors des Croisades. Il est intéressant de constater que ces armoiries sont les mêmes que la ville italienne de Pérouse (italien Perugia), au métal près du dragon, qui est d'argent à Pérouse. |

### Personnalités liées à la commune
- Claude Favre de Vaugelas (1585-1650), baron de Pérouges.
- Édouard Herriot (1872-1957), fondateur du Comité de défense et de conservation du vieux Pérouges.
- Adolphe Schaeffer (1873-1951), architecte.
- Maurice Utrillo (1883-1955), peintre.
- Bill Clinton (1946-), en visite lors du G7 de Lyon en juin 1996, a prononcé un discours[83] important contre le terrorisme à la suite de l'attentat de Khobar près de Dhahran contre des soldats américains (19 tués).

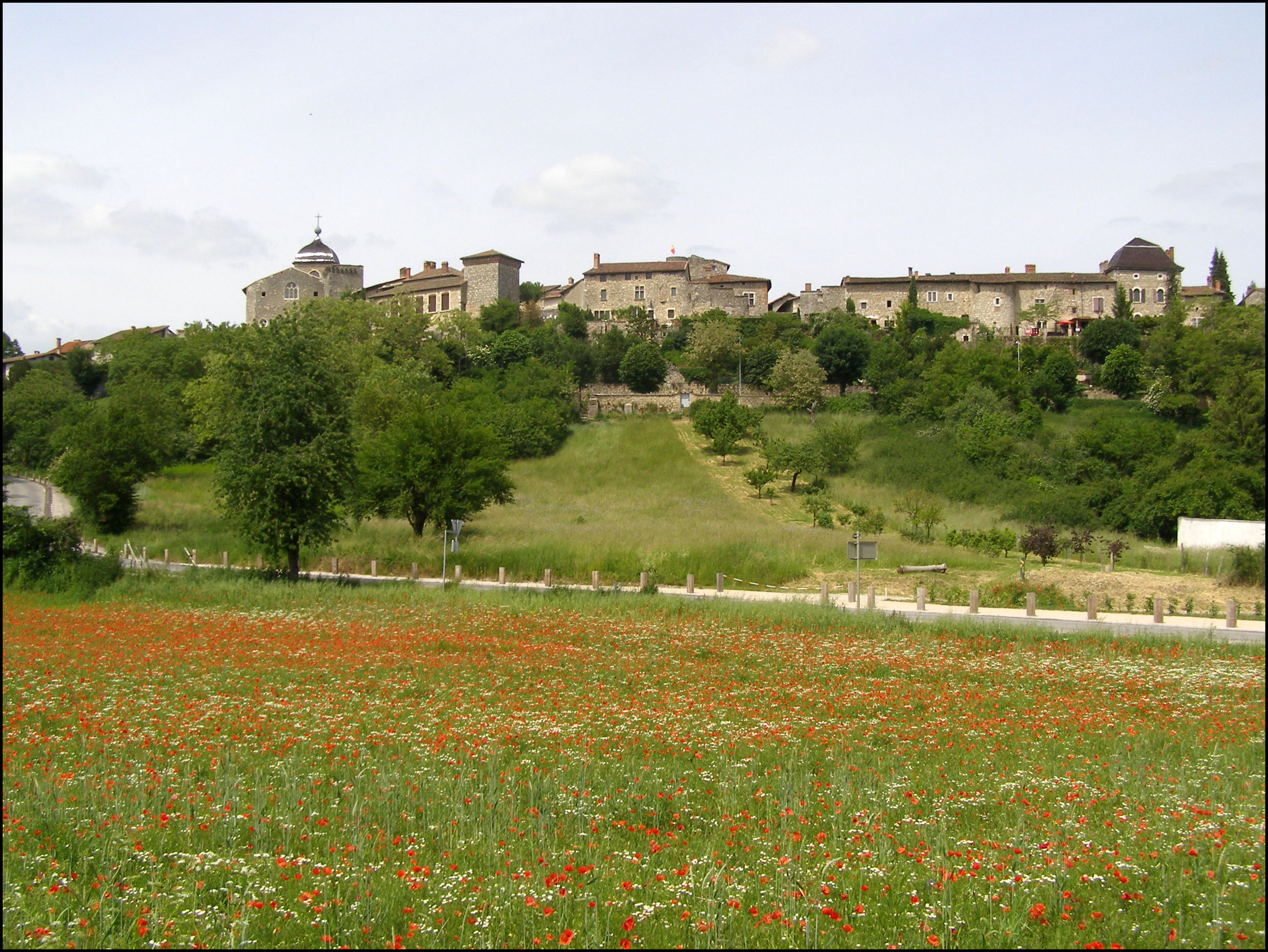
Vue générale sur le village.
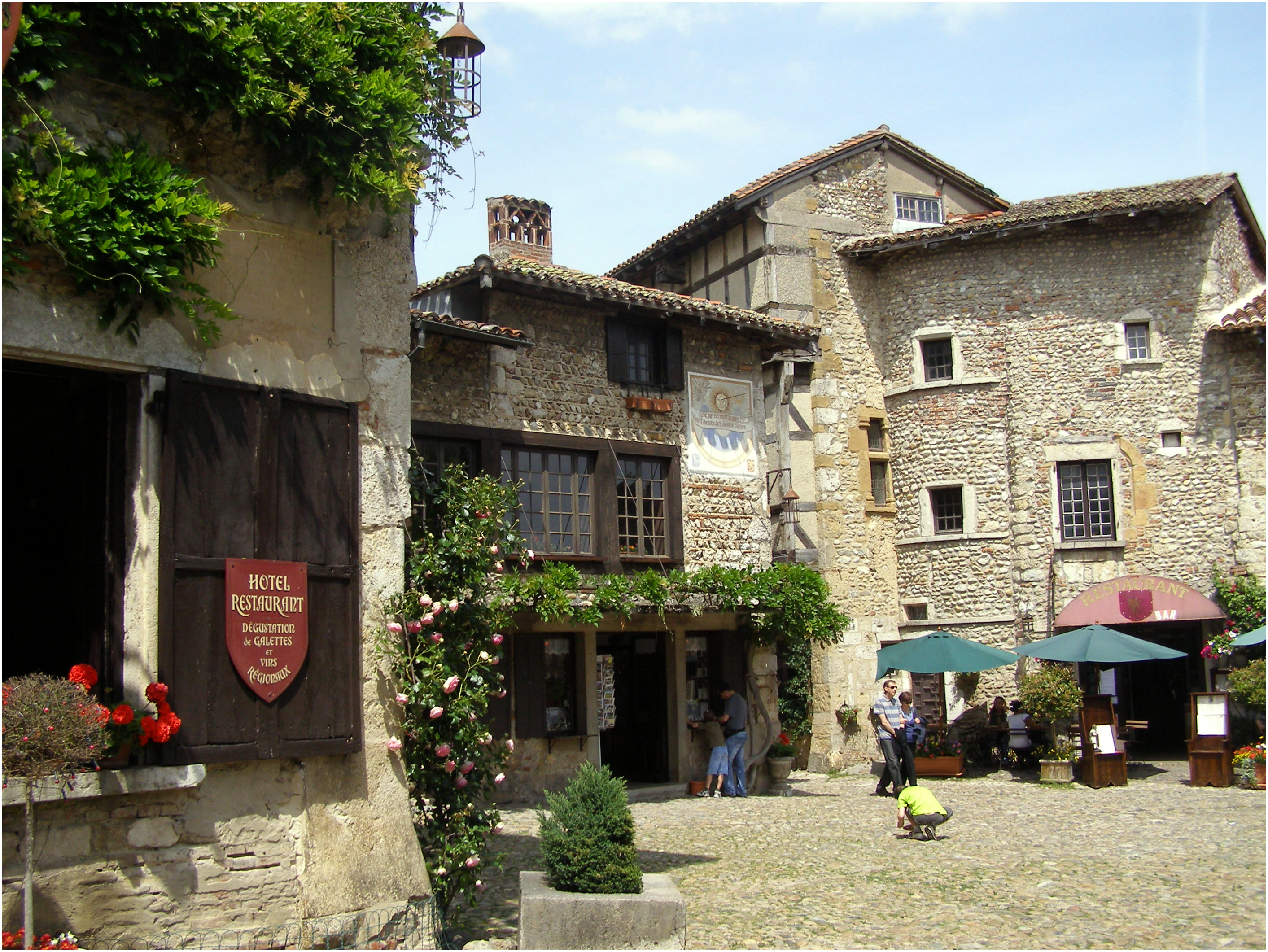
Place du Tilleul.
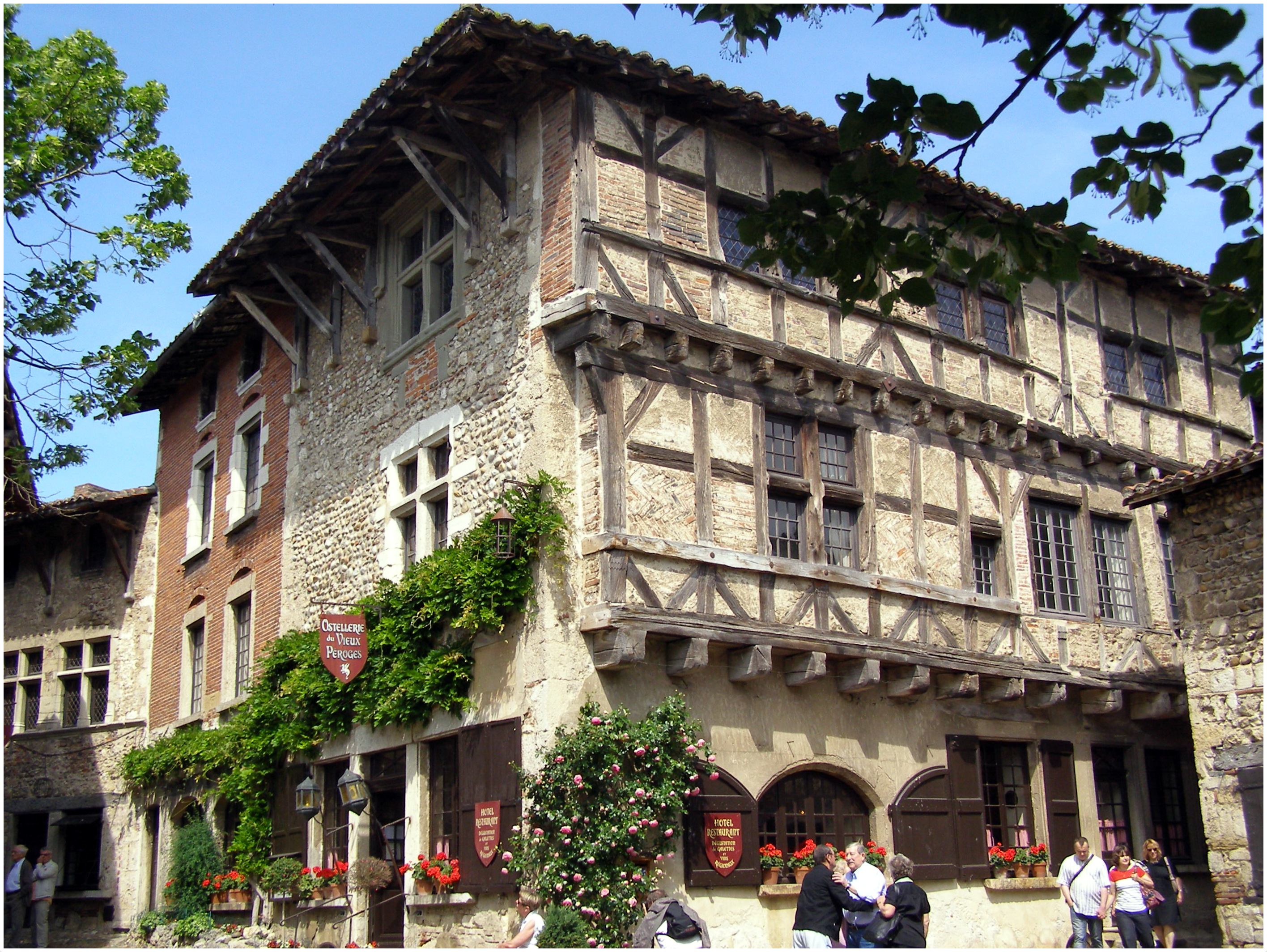
Ostellerie de Pérouges (hôtel-restaurant) .
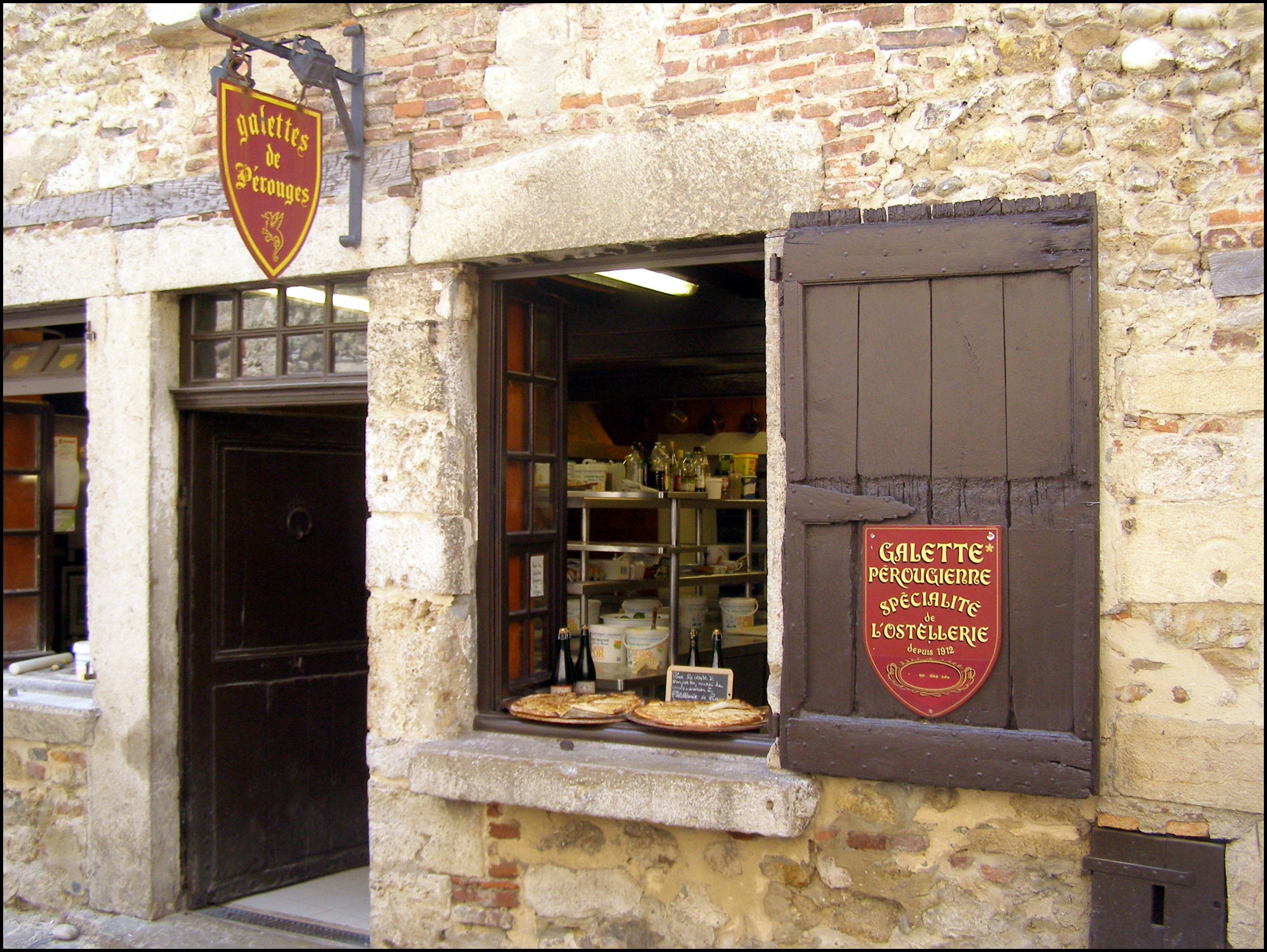
Boutique proposant la spécialité du village (la galette pérougienne) .
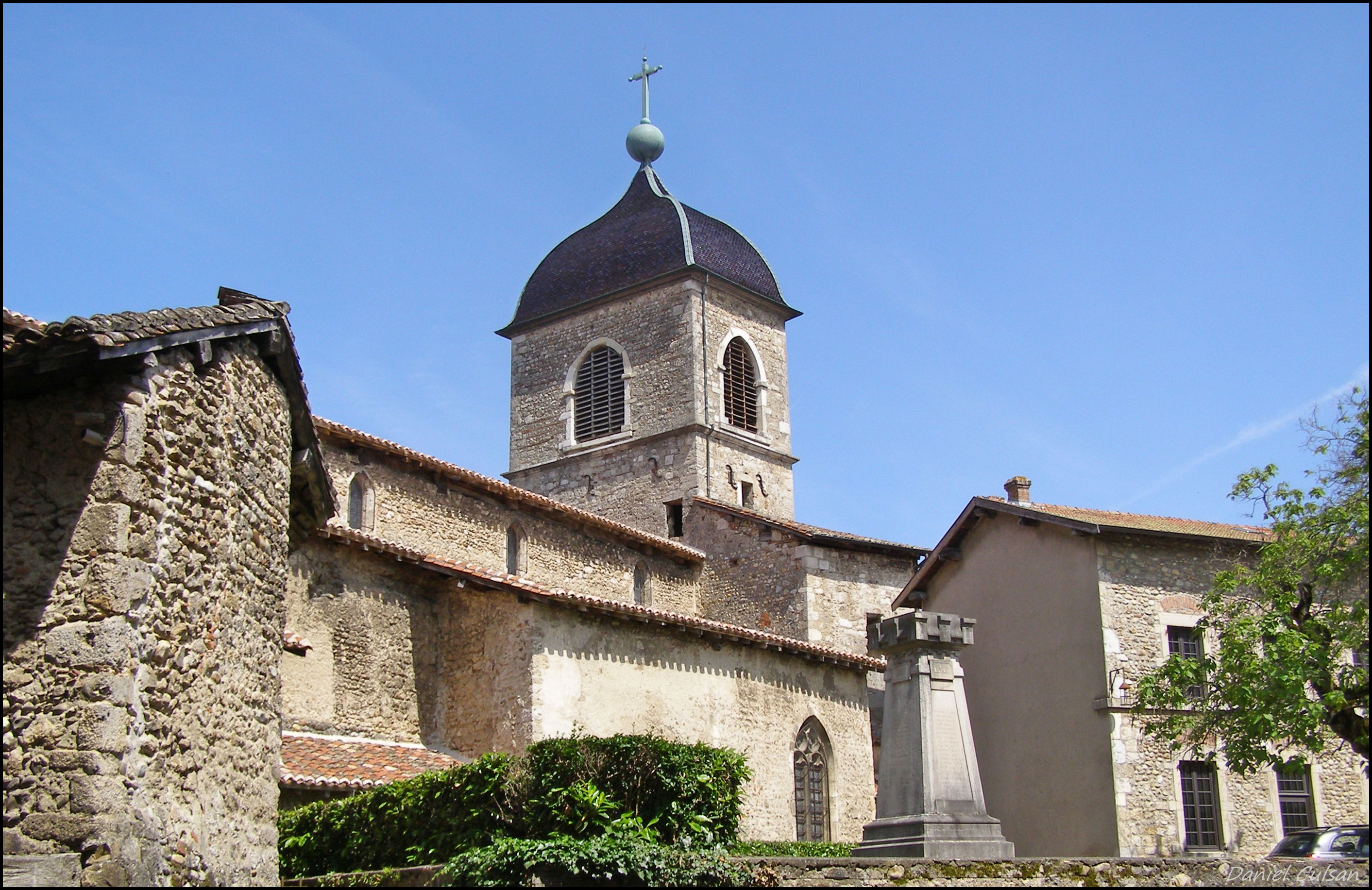
Église Sainte-Marie-Madeleine.
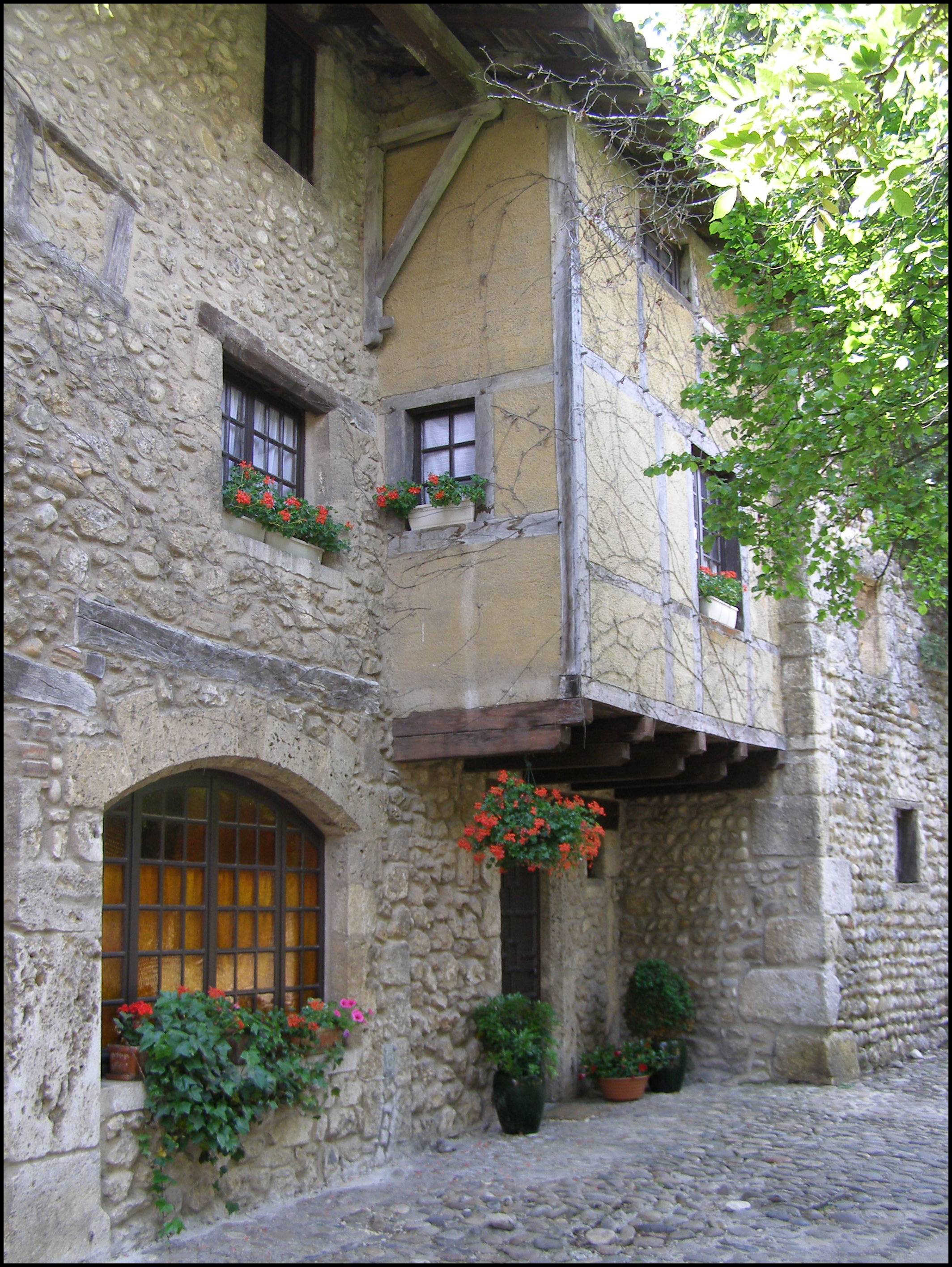
Vue sur une maison avec étage en encorbellement.